# Liste der Kulturdenkmale in Lossatal

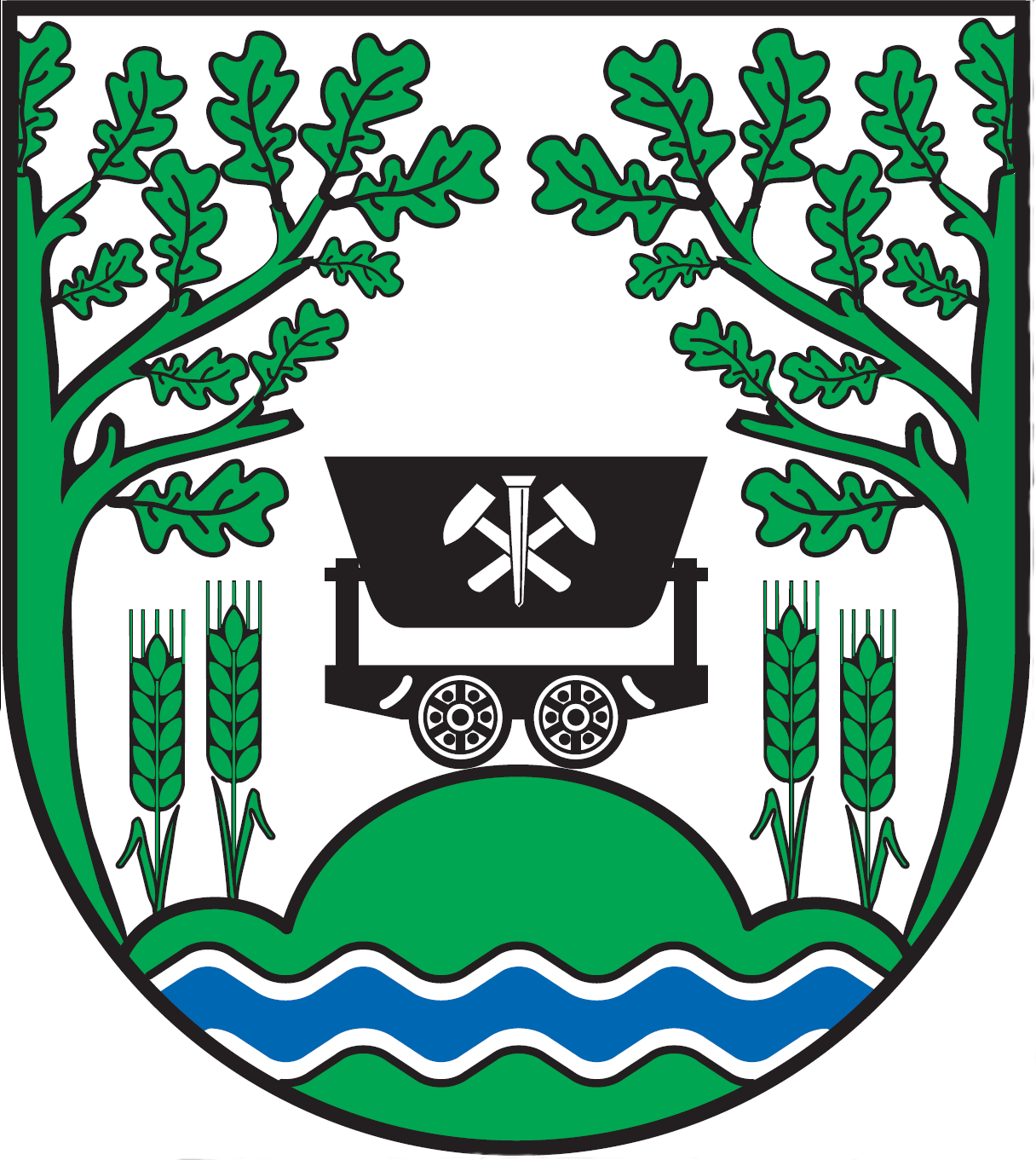
Wappen von Lossatal

In der Liste der Kulturdenkmale in Lossatal sind die Kulturdenkmale der sächsischen Gemeinde Lossatal verzeichnet, die bis Mai 2025 vom Landesamt für Denkmalpflege Sachsen erfasst wurden (ohne archäologische Kulturdenkmale). Die Anmerkungen sind zu beachten.
Diese Aufzählung ist eine Teilmenge der Liste der Kulturdenkmale im Landkreis Leipzig.

## Dornreichenbach
| Bild           | Bezeichnung | Lage                           | Datierung | Beschreibung | ID       |
| -------------- | --- | ------------------------------ | --- | --- | -------- |
| Weitere Bilder | Schloss und Park Dornreichenbach (Sachgesamtheit) | Philipp-Müller-Platz 4 (Karte) | Im Kern 1665 (Schloss); 1883 (Gutspark); Ende 19. Jahrhundert (Fasanerie)                                                                                       | Sachgesamtheit Schloss und Park Dornreichenbach mit folgendem Einzeldenkmalen: Schloss (08972619) sowie Park mit Teich und ehemalige Fasanerie (Gartendenkmale), außerdem Mauer nördlich des Schlosses und sogenanntes Ochsenholz als Sachgesamtheitsteile; Fasanerie bedeutendes Kulturlandschaftselement, durch den überregional bedeutenden Gartenkünstler Max Bertram gestalteter Park, geschichtlich, städtebaulich (ortsbildprägend), künstlerisch und landschaftsgestaltend von Bedeutung. - Parkanlage: landschaftliche Gestaltung, wichtiges Beispiel der Gartenkunst im ausgehenden 19. Jahrhundert - Fasanerie: bis 1879 auf den Meilenblättern (Berliner Exemplar, Blatt 64, 1807) beziehungsweise Äquidistantenkarten (Blatt 14, 1879) noch als „Großer Feldmittelteich“ mit einer nahezu mittig liegenden Insel verzeichnet, ab 1906 auf den Topographischen Karten als Fasanerie (vgl. Messtischblatt 14, 1906, 1922, 1939), Insel nun als Rondell dargestellt, von Nordwesten nach Südosten ausgerichtete rechteckige Fläche, die durch einen als Dammweg ausgeprägten Querweg mit mittig gelegenen Rondell geteilt wird, Allee aus Stiel-Eichen (Quercus robur) entlang des Querwegs, Anlage von Dammwegen mit Baumreihen aus Stiel-Eichen gerahmt, parallel der Wege verlaufende, der Entwässerung der ehemaligen Teichfläche dienende Wassergräben, der Lange Grundgraben verbindet den Schwanenteich und Schlangenteich innerhalb des Parks mit der Fasanerie und durchzieht diese in ihrer gesamten Länge in der Mittelachse der Anlage | 09302109 |
| Weitere Bilder | Schloss (Einzeldenkmal der Sachgesamtheit 09302109)                                                                                                   | Philipp-Müller-Platz 4 (Karte) | Im Kern 1665 | Einzeldenkmal der Sachgesamtheit Schloss und Park Dornreichenbach; qualitätvoller Historismusbau von ortsgeschichtlicher Bedeutung. Schloss 1665 für Ulrich Gottfried Mordeisen errichtet, zweigeschossiger verputzter Massivbau, auf rechteckigem Grundriss mit Seitenrisalit zum Hof, aufwändige Gliederung in Putz und Sandstein, Mansarddach mit Gauben, sieben Achsen, zum Hof und Garten Frontispiz mit reicher Stuckgliederung, seitlicher Anbau mit Altan und Pyramidendach, seitlicher Anbau mit Treppenturm, Terrasse zum Garten gartenseitig aufwändige Gliederung (ehemals mit Balkon), genutete Ecklisenen, im Inneren historischer Festsaal. | 08972619 |
| Weitere Bilder | Kirche mit neugotischer Ausstattung, Kirchhof mit Einfriedungsmauer, Kriegerdenkmal für die Gefallenen des Zweiten Weltkrieges, Grabmal und Grufthaus | Straße des Friedens (Karte)    | Im Kern wohl Mitte 12. Jahrhundert (Kirche); 1653 nach Brand erneuert (Kirche); 1730 (Altar); Ende 18. Jahrhundert (Grabmal); Mitte 19. Jahrhundert (Grufthaus) | Barocke Saalkirche mit eingezogenem Chor und Westturm, im Kern mittelalterlich, baugeschichtlich, ortsgeschichtlich und ortsbildprägend von Bedeutung. - Saalkirche: Putzbau mit 5/8-Schluss, Rundbogenfenster, südlicher Anbau mit Sakristei und Loge, im Obergeschoss oktogonaler Westturm, barocke Haube, Ausstattung - an Friedhofsmauer Gruft: spitzbogiger Eingang (vermauert), darüber Tondi und Feston, seitliche Einfriedung durch Balustrade - Kriegerdenkmal: Denkmal für die Gefallenen des Zweiten Weltkrieges, aus Sandstein und Porphyrtuff, drei Tafeln, mittlere mit Dreiecksüberdachung und rustiziertem Sockel, Seitentafeln mit den Namen der Gefallenen 1939–1945, Inschrift „Jesus spricht: Euer Herz schrecke nicht/ Glaubt an Gott und glaubt an mich/ Der im Finstern wandelt und scheint ihm kein Licht, der hoffe auf den Namen des Herrn und verlasse sich auf seinen Gott“ - Grabstein (Ende 18. Jahrhundert): aus Sandstein, stark verwittert | 08972616 |
| Weitere Bilder | Pfarrhaus und Seitengebäude eines Pfarrhofes | Straße des Friedens 7 (Karte)  | Um 1860 (Pfarrhaus); um 1900 (Seitengebäude) | Pfarrhaus schlichter Putzbau mit Fachwerkgiebel, von ortsgeschichtlicher Bedeutung. - Pfarrhaus: zweigeschossiger, massiver Bau, verputzt, ein Giebel in Fachwerk, Krüppelwalmdach, über hofseitigem Eingang Tafel, profilierte hölzerne Traufe (Putz und Fenster erneuert) - Seitengebäude: eingeschossig, massiv in Bruch- und Ziegelstein, verputzt, originale einfache Putzgliederung, zum Teil originale Fenster | 08972617 |

## Falkenhain
| Bild           | Bezeichnung | Lage                                           | Datierung | Beschreibung | ID       |
| -------------- | --- | ---------------------------------------------- | --- | --- | -------- |
| Weitere Bilder | Meilenstein | (Flurstück 1026/2) (Karte)                     | 2. Hälfte 19. Jahrhundert (Meilenstein); um 1900 (Kilometerstein)                                                                                             | Königlich-Sächsischer Meilenstein, Halbmeilenstein, Straße zwischen Falkenhain und Schildau, Kilometer 13,826, umgearbeitet zum Kilometerstein, verkehrsgeschichtliche Bedeutung. Sandstein, Inschriften „km 13,826“, „Schildau 3,8 km“ und „Wurzen 14 km“ (Schrift verwittert). Dieser Stein wird auch in der Liste der Kulturdenkmale in Belgern-Schildau unter der Denkmalnummer 09303406 geführt. | 08972660 |
| Weitere Bilder | Kirche mit Ausstattung, Kirchhof mit Einfriedungsmauer, Kirchhofstor, mehreren Grabsteinen an der Kirchenaußenseite, Leichenwagenschuppen und Leichenhalle sowie zwei Denkmale für die Gefallenen des Ersten Weltkrieges und für die Gefallenen des Zweiten Weltkrieges | Karl-Marx-Straße (Karte)                       | Im Kern 13. Jahrhundert (Kirche); bezeichnet mit 1550 (Inschrifttafel); bezeichnet mit 1632 (Patronatsloge); bezeichnet mit 1708 (Schlussstein); 1708 (Altar) | Im Kern romanische Chorturmkirche, in Renaissance- und Barockzeit erweitert und überformt, baugeschichtlich, ortsgeschichtlich und ortsbildprägend von Bedeutung. - Saalkirche: bezeichnet mit 1550 (Inschrifttafel), bezeichnet mit MDCCIIX (1708, Schlussstein), hufeisenförmige Apsis, Bruchsteinbau mit Rundbogenfenstern, Satteldach, Turm über quadratischen Grundriss, oktogonales Glockengeschoss mit Welscher Haube, Ausstattung gut erhalten - Inschrifttafel: drei Sandsteintafeln an der Nordseite der Kirche mit Inschrift „Heinrich Truckes hab ich geheissen der disen Kirchturm und Schutsviller gebaut hat im Iar IDL“, „Heinricht Truckes habe ich geheissen, der diesen Keller gebaut hat. Bauen macht Lust, allein das es viel Gelt kost. ANO 1568“ - Grabsteine in Sandstein, Grabstein für Christian Linke, gest. 1707: mit figürlicher Darstellung (Kruzifix und Figur des Verstorbenen sowie zwei Engel, zum Teil beschädigt) und drei Inschriftfeldern - Kriegerdenkmal: Bildhauer und Architekt war Hans Heinrich Grotjahn, Denkmal für die Gefallenen im Ersten Weltkrieg, würfelartiger Stein mit pyramidenförmigem Aufsatz, seitliche Reliefs: kniender Soldat und Inschrift „Niemand hat größere Liebe denn die. Dass er sein Leben lässet für seine Freunde. Evangelische Joh. 15.13“ und Eisernes Kreuz, Inschrift mit den Namen der Gefallenen „Ihren Gefallenen Helden die Kirchgemeinde Falkenhain – Voigtshain 1914–18“ - Kriegerdenkmal: Denkmal für die Gefallenen im Zweiten Weltkrieg, in der Mitte Kreuz mit Inschrift „Jesus spricht: ich bin die Auferstehung und das Leben“, zwei seitliche Steine mit den Namen der Gefallenen 1939–1945 | 08972615 |
|                | Wohnhaus eines Mühlenanwesens | Karl-Marx-Straße 1 (Karte)                     | 1. Hälfte 19. Jahrhundert | Schlichter Putzbau, ortsgeschichtlich bedeutende Wassermühle an der Lossa. Zweigeschossig, verputzter Massivbau, Sohlbänke in Stein, Satteldach zum Hof hin abgeschleppt, Giebelseite original, Tür mit Schlussstein, Putzgliederung. | 08972629 |
|                | Pfarrhaus und Scheune eines Pfarrhofes | Karl-Marx-Straße 15 (Karte)                    | Bezeichnet mit 1740 | Stattliches Pfarrhaus mit verbrettertem Fachwerk-Obergeschoss, Scheune massiv, von bauhistorischer und ortsgeschichtlicher Bedeutung. - Pfarrhaus: zweigeschossig, Erdgeschoss massiv, Obergeschoss vermutlich Fachwerk, Krüppelwalmdach, Giebel massiv (Traufseite heute verbrettert), Fensterfaschen, Türgewände in Sandstein - Scheune: verputzter Massivbau, Satteldach, Türgewände in Sandstein, Einfriedung auf Bruchsteinmauersockel, Tor | 08972625 |
|                | Seitengebäude (mit Kumthalle) und Hofpflaster eines ehemaligen Vierseithofes | Karl-Marx-Straße 69 (Karte)                    | Ende 19. Jahrhundert | Seitengebäude mit seltener zweibogiger Kumthalle, Zeugnis bäuerlicher Wirtschaftsweise vergangener Zeiten, baugeschichtlich von Bedeutung. - Stallscheune: zweigeschossig, Massivbau, Putzgliederung, Satteldach - Kumthalle: Sandsteinsäule, altes Tor und alte Türen, originale Fenster, Fenstergewände in Kunststein | 08972622 |
|                | Häusleranwesen mit Wohnhaus, Seitengebäude und Hofpflaster | Karl-Marx-Straße 89 (Karte)                    | Ende 19. Jahrhundert | Wohnhaus schlichter eingeschossiger Putzbau, Stallgebäude massiv, Zeugnis kleinbäuerlicher Lebens- und Wirtschaftsweise, sozialgeschichtlich von Bedeutung. - Häuslerei: eingeschossiger Massivbau, Satteldach, Fenstergewände in Stein - Stall: zweigeschossig, massiv, Putzgliederung, originale Türen, Satteldach, Ziegelsteintraufe, Fenstergewände in Stein | 08972621 |
|                | Fabrikgebäude (Dampfmolkerei und Weichkäserei Falkenhain, Feinkäserei Zimmermann) mit Kesselhaus, Schornstein, Hofpflaster sowie Stall- und Lagerhaus | Karl-Marx-Straße 90 (Karte)                    | Um 1910 (Molkerei und Lagerhaus); 1970 (Kessel- und Maschinenhaus)                                                                                            | Putzbauten mit Ziegelgliederung, technisches Denkmal, ortsgeschichtlich von Bedeutung. Klinkerbau 1910 gebaut, im Mai 1931 übernahm Molkereimeister Albert Zimmermann die Molkerei, 1936 Erweiterung der Firma, nach 1945 Übernahme durch Sohn Karl-Heinz, 1970 Errichtung eines neuen Kesselhauses und einer neuen Käserei, Umwandlung des Betriebes in die Molkerei A. Zimmermann KG, ab 1. Mai 1972 Teil des VEB Molkerei Falkenhain, seit 1990 wieder Privatbetrieb. - Hauptgebäude: zweigeschossiger Massivbau, Putz-Ziegelstein-Gliederung, Satteldach, Rampe zur Straße erneuert, originale Fenster - Stall- und Lagerhaus: zweigeschossig, Krüppelwalmdach, verputzt, Massivbau in Bruch- und Ziegelstein, Öffnungen gerahmt durch gelbe Ziegelsteine, Traufe in gelbem Ziegelstein - Kesselhaus: eingeschossig mit alter Technik (Zentrifugen u. a. 1920/30er Jahre und 1950er Jahre), Pultdach, Putz-Ziegelstein-Gliederung, im Inneren zum Teil originale Kachelung - im Hof: altes Butterfass, originales Pflaster | 08972620 |
| Weitere Bilder | Rittergut Falkenhain bei Wurzen (Sachgesamtheit) | Zu den Lossawiesen 1, 2, 3, 4, 5, 6, 8 (Karte) | 19. Jahrhundert | Sachgesamtheit Rittergut Falkenhain bei Wurzen, mit folgenden Einzeldenkmalen: Herrenhaus (Nr. 8) mit Zufahrtsbrücke, drei aneinander gebaute Wirtschaftsgebäude (Nr. 1, 3 und 5) und Gutsscheune (Nr. 2) sowie nordwestliche und südöstliche Einfriedungsmauern des Rittergutes (08972626), dazu die Sachgesamtheitsteile: zwei weitere Wohn- und Wirtschaftsgebäude (Nr. 4, Nr. 6) und Hofpflaster der Gutsanlage sowie der Gutspark (Gartendenkmal) mit Teich; im Kern barockes Herrenhaus, historistische Überformung durch den Dresdner Architekten Haenel, Wirtschaftsgebäude einfache Putzbauten, von orts- und baugeschichtlicher Bedeutung | 08972627 |
| Weitere Bilder | Herrenhaus (Nr. 8) mit Zufahrtsbrücke, drei aneinander gebaute Wirtschaftsgebäude (Nr. 1, 3 und 5) und Gutsscheune (Nr. 2) sowie nordwestliche und südöstliche Einfriedungsmauern des Rittergutes (Einzeldenkmale der Sachgesamtheit 08972627)                          | Zu den Lossawiesen 1, 2, 3, 5, 8 (Karte)       | 1761, im Kern älter (Herrenhaus); 19. Jahrhundert, im Kern älter (Wirtschaftsgebäude); 19. Jahrhundert (Gutsscheune)                                          | Einzeldenkmale der Sachgesamtheit Rittergut Falkenhain bei Wurzen; im Kern barockes Herrenhaus, historistische Überformung durch den Dresdner Architekten Haenel, Wirtschaftsgebäude einfache Putzbauten, von orts- und baugeschichtlicher Bedeutung. - Herrenhaus, Umbauten bezeichnet mit 1871 (Türsturz): - Massivbau auf quadratischem Grundriss, zwei Geschosse, Krüppelwalmdach, Putzgliederung, zweibogige Brücke zum Haupteingang - Sandsteinportal im Inneren: originale Raumstruktur, Erdgeschoss zum Teil gewölbt, Treppenhalle, zum Teil Stuckdecken - Wirtschaftsgebäude (Nummer 1, 3, 5): - zweigeschossiger, verputzter Massivbau, Tür- und zum Teil Fenstergewände in Sandstein, zum Teil Fenstergewände in Holz, Satteldach - im Inneren: gewölbter Stall mit Sandsteinsäulen, alte Reinigungsmaschine (Fa. Gebr. Röber, Wutha-Thür.) - Scheune (Nummer 2): verputzter Massivbau mit Krüppelwalmdach, 19. Jahrhundert, im Kern erheblich älter, im ehemaligen Pferdestall ursprünglich Inschrifttafel bezeichnet mit 1568, jetzt an die Kirche versetzt | 08972626 |

## Frauwalde
| Bild           | Bezeichnung                                                                         | Lage                           | Datierung                      | Beschreibung | ID       |
| -------------- | ----------------------------------------------------------------------------------- | ------------------------------ | ------------------------------ | --- | -------- |
|                | Wegestein                                                                           | Falkenhainer Straße (Karte)    | 19. Jahrhundert                | Sandsteinstele, Inschriften, verkehrsgeschichtliche Bedeutung. Inschriften „Falkenhain, Heyda“ und „Schildau, Ochsensaal, Bortewitz, Börln“. | 08972662 |
| Weitere Bilder | Seitengebäude (mit Kumthalle) sowie Einfriedung und Hofpflaster eines Dreiseithofes | Falkenhainer Straße 15 (Karte) | Bezeichnet mit 1883 (Türsturz) | Seitengebäude ein Auszugshaus mit Stallscheune, verputzter Bruchsteinbau, Zeugnis bäuerlicher Bau- und Lebensweise vergangener Zeiten, heimatgeschichtlich von Bedeutung. - Auszugshaus: zweigeschossiger Massivbau (verputzter Bruchsteinbau), originale Putzgliederung, Kumthalle mit Sandsteinsäule, im Inneren preußische Kappen, originale Tür und originale Fenster, Satteldach mit Schieferdeckung, am Giebel gekuppelte Traufe, Reste eines Backhauses, Türsturz bezeichnet mit „1883 W.K.“ =Wilhelm Kuntzsch - Einfriedung: verputzte Bruchsteinmauer, Eisengitter auf Bruchsteinsockel, Sandsteinabdeckung auf Sockel - in Scheune gegenüber (auf anderer Straßenseite): historischer Balken mit Inschrift „Anno 1795, den 9. Juli, war der Tag, da Gott durch einen Wetterschlag zwey Gütter hat in Asch“ – Streichung 2017 wegen fehlender Denkmalwürdigkeit | 08972663 |
|                | Auszugshaus eines Dreiseithofes                                                     | Lindenweg 4 (Karte)            | Mitte 19. Jahrhundert          | Weitgehend original erhaltenes Fachwerkgebäude, bau- und sozialgeschichtlich von Bedeutung. Zweigeschossiger Fachwerkbau, Erdgeschoss massiv, Obergeschoss Fachwerk, Satteldach, ältere Fenster, originale Tür, Giebel massiv erneuert, hölzerne Traufe. | 08972661 |

## Großzschepa
| Bild           | Bezeichnung | Lage                                                 | Datierung | Beschreibung | ID       |
| -------------- | --- | ---------------------------------------------------- | --- | --- | -------- |
| Weitere Bilder | Eisenbahnbrücke | Am Klärwerk 1 (neben) (Karte)                        | Zwischen 1919 und 1927 | Eingleisige Bogenbrücke mit parabolischer Öffnung über die Straße Am Klärwerk der Bahnstrecke Wurzen–Eilenburg (6825; sä. WE), verkehrs- und baugeschichtlich von Bedeutung. Konstruktion: Widerlager und Bogen im Kern vermutlich aus Stampfbeton (Schalbeton, an Gewölbelaibung und Bogenstirn keine Armierungseisen ersichtlich), Stirnseiten der Brücke (mit Ausnahme der betonsichtigen Bogenstirn) ebenso wie die seitlichen Flügelmauern mit Zyklopenmauerwerk verkleidet. | 08971481 |
| Weitere Bilder | Kirche mit Ausstattung, Kirchhof mit Einfriedungsmauer, Rittergutsgrabmal und Denkmal für die Gefallenen des Ersten Weltkrieges | Lindenallee (Karte)                                  | Im Kern wohl 13. Jahrhundert (Kirche); Ende 15. Jahrhundert (Kirchturm); 1817 (Kanzelaltar); 2. Hälfte 19. Jahrhundert (Taufe); 1872 (Gemälde) | Einfache Saalkirche mit Westturm, im Kern mittelalterlicher Kirchenbau, baugeschichtlich, ortsgeschichtlich und ortsbildprägend von Bedeutung. Emporensaal, romanischer Kern, Bruchsteinmauerwerk, Turm aus spätgotischer Zeit, Altarraum jünger, Logenanbau erste Hälfte 18. Jahrhundert, Taufstein 1784, Kanzelaltar 1817. | 09259685 |
| Weitere Bilder | Ehemaliges Pfarrhaus, mit Vorgarten und Einfriedung                                                                             | Lindenallee 8 (Karte)                                | 1807 | Stattlicher Putzbau mit Krüppelwalmdach, ortsgeschichtliche Bedeutung. Zweigeschossig, Bruchstein- und Ziegelmauerwerk, verputzt, Krüppelwalmdach, Holzfenstergewände. | 09257064 |
| Weitere Bilder | Rittergut Großzschepa (Sachgesamtheit)                                                                                          | Lindenallee 12, 14, 15, 16 (Schloßstraße 13) (Karte) | Mitte 19. Jahrhundert (Rittergut); 1742 (Reste des Herrenhauses); um 1790 (Reste der Gutsscheune)                                              | Sachgesamtheit Rittergut Großzschepa mit den Einzeldenkmalen: Pferdestall mit Remise und Kutscherwohnung (Lindenallee 12, 09256604), ehemaliges Turmhaus (Wirtschaftsgebäude, Schloßstraße 13, 09256586) und Gutspark (Gartendenkmal) sowie den Sachgesamtheitsteilen: Reste des Herrenhauses (Lindenallee 16), Reste der Gutsscheune (Lindenallee 15) und Reste eines Gewächshauses; ortshistorische, landschaftsgestaltende und gartenkünstlerische Bedeutung. - Herrenhaus (Lindenallee 16): schlichter Barockbau mit zwei kurzen Seitenflügeln (bis auf Sockelgeschoss 2014 abgebrochen) und Toranlage (Abbruch 2014), siehe Einzeldenkmal 09256626 - Gutsverwalterhaus (Lindenallee 14): Erbauung Mitte 19. Jahrhundert, kein Denkmal, Abbruch 2014 - Geschichte: - zwischen 1710 und 1720 Erbauung des Herrenhauses durch Reinhard von Hartitzsch - 1742 Herrenhaus abgebrannt und wieder aufgebaut - vor 1807 Garten östlich des Herrenhauses in den Sächsischen Meilenblättern verzeichnet (vgl. Meilenblätter von 1807, Blatt 46) - 1883 Restaurierung des Herrenhauses durch Frau von Schönberg - um 1900 Landschaftspark östlich und nördlich des Gutshofes (vgl. Messtischblatt von 1907 und 1936, Blatt 4) - Gutspark: landschaftlich geschwungenes Wegesystem, zum Teil überwachsen, teilweise durch ungenehmigten Wegeneubau überbaut, Reste des am Herrenhaus befindlichen Ziergitterzauns noch vorhanden, nördlich der Scheune kleiner Teich und Felspartie, wertvoller Altbaumbestand u. a. aus Rot-Buche (Fagus sylvatica), Linden (Tilia spec.), Rosskastanien (Aesculus hippocastanum), Stiel-Eichen (Quercus robur), Rot-Eichen (Quercus rubra), Säulen-Eiche (Quercus petraea ‚Columna‘), Hainbuche (Carpinus betulus), Götterbaum (Ailanthus altissima), Esche (Fraxinus excelsior), Platane (Platanus × hispanica), Weißdorn (Crataegus spec.) auch Kleines Immergrün (Vinca minor) - Sichtbeziehung - Sichtbeziehung vom Standort des ehemaligen Herrenhauses durch den Park in die Landschaft nach Osten - Sichtbeziehungen aus dem Park nach Norden in die Landschaft | 09256451 |
| Weitere Bilder | Pferdestall mit Remise und Kutscherwohnung (Einzeldenkmal der Sachgesamtheit 09256451)                                          | Lindenallee 12 (Karte)                               | Um 1860 | Einzeldenkmal der Sachgesamtheit Rittergut Großzschepa; als ehemaliger Bestandteil des Rittergutes ortsgeschichtliche und kulturlandschaftliche Bedeutung. Eingeschossig, Bruchstein- und Ziegelmauerwerk, Satteldach, Dachluken. | 09256604 |
| Weitere Bilder | Wohnstallhaus eines Bauernhofes                                                                                                 | Schloßstraße 6 (Karte)                               | Um 1855 | Ursprünglich zu einem selbstständigen Bauernhof gehörig, später Teil des Rittergutes, als solcher ortshistorisch und kulturgeschichtlich interessant. Zweigeschossig, Satteldach, Bruchstein- und Ziegelmauerwerk, Sohlbänke und Gewände zum Teil in Sandstein, schöne gefelderte Haustür. 2014 saniert und umgebaut. | 09256457 |
| Weitere Bilder | Ehemaliges Turmhaus (Einzeldenkmal der Sachgesamtheit 09256451)                                                                 | Schloßstraße 13 (Karte)                              | Um 1860 | Einzeldenkmal der Sachgesamtheit Rittergut Großzschepa; als ehemaliger Bestandteil des Rittergutes ortsgeschichtliche und kulturlandschaftliche Bedeutung. Zweigeschossig, Bruchstein- und Ziegelmauerwerk, verputzt, Satteldach, Reste alter Farbfassungen, Öffnungen geringfügig verändert, Turm verloren. | 09256586 |
| Weitere Bilder | Nebengebäude einer ehemaligen Brennerei, jetzt Heimatmuseum                                                                     | Zschepaer Hauptstraße 18 (Karte)                     | 2. Hälfte 18. Jahrhundert | Kleiner Putzbau mit Krüppelwalmdach, hinterer Giebel Fachwerk, kulturhistorische und ortsgeschichtliche Bedeutung. Bruchsteinmauerwerk, hinterer Giebel Fachwerk, Lehmstaken, verputzt, Krüppelwalmdach, Tonnenkeller. | 09259721 |

## Heyda
| Bild           | Bezeichnung                                                                                            | Lage                               | Datierung | Beschreibung | ID       |
| -------------- | --- | ---------------------------------- | --- | --- | -------- |
|                | Grenzstein (Gemarkungsstein)                                                                           | Mühlengasse (Karte)                | 19. Jahrhundert | Ortshistorische Bedeutung. Grenzstein mit abgerundeter Oberkante, beidseitig eingemeißelte Schrift: „R. H.“ (Rittergut Heyda) und „G. H.“ (Gemeinde Heyda). | 08972646 |
|                | Mühle mit technischer Ausstattung sowie Mühlgraben (Große Mühle)                                       | Mühlengasse 4 (Karte)              | 1882 laut Auskunft | Ehemals zum Rittergut Heyda gehörig, Wassermühle in landschaftsprägender Lage mit ortsgeschichtlicher Bedeutung. Getreide- und Futter-Mühle mit Ausstattung, zweigeschossiger Putzbau mit Ecklisenen, Putzgliederung, Gesimsband, Traufgesims, Fensterrahmung, straßenseitig zwei Eingänge und ehem. Backstube mit originalen Fliesen, originale Technik von um 1920, um 1990 mit Elektromotor betrieben, Mühlgraben im Bereich der Mühle abschnittsweise und ab Mühle untertägig. | 08972647 |
| Weitere Bilder | Rittergut Heyda (Sachgesamtheit)                                                                       | Stolpener Straße 9, 11, 13 (Karte) | 18./19. Jahrhundert | Sachgesamtheit Rittergut Heyda, mit folgenden Einzeldenkmalen: Schloss (Nr. 13), zwei Kavaliershäuser und zwei Wirtschaftsgebäude (08972664) und Gutsverwalterhaus (Nr. 9, 08972665), weiterhin mit folgenden Sachgesamtheitsteilen: ehemaliges Wirtschaftsgebäude (Nr. 11), weitere Nebengebäude und Einfriedungsmauer, dazu der Gutspark (Gartendenkmal) mit zwei Teichen; barocke Schlossanlage von baugeschichtlicher und ortshistorischer Bedeutung. - Parkanlage mit Wegesystem, Teich und altem Baumbestand, Einfriedungsmauer, Bruchsteinmauer vor dem Schloss - Nebengebäude: eingeschossig, verputzter Massivbau, Satteldach, Tür und Fenstergewände in Sandstein - im Inneren: Stall, Gewölbe mit Sandsteinpfeilern, Mansarddach, Sandsteintürgewände | 09300519 |
| Weitere Bilder | Gutsverwalterhaus (Einzeldenkmale der Sachgesamtheit 09300519)                                         | Stolpener Straße 9 (Karte)         | Um 1800, spätere Umbauten                                                                                              | Einzeldenkmale der Sachgesamtheit Rittergut Heyda; schlichter eingeschossiger Putzbau mit Mansarddach, von ortsgeschichtlicher Bedeutung. Eingeschossig, verputzter Massivbau, Mansarddach, einfache Putzgliederung, | 08972665 |
| Weitere Bilder | Schloss, zwei Kavaliershäuser und zwei Wirtschaftsgebäude (Einzeldenkmale der Sachgesamtheit 09300519) | Stolpener Straße 13 (Karte)        | Ehemals bezeichnet mit 1698, später überformt (Schloss); um 1720 (Kavaliershaus); 18. Jahrhundert (Wirtschaftsgebäude) | Einzeldenkmale der Sachgesamtheit Rittergut Heyda; barockes Schloss, Putzbau mit Mansarddach und reichgegliedertem Sandsteinportal, von kunsthistorischer und ortsgeschichtlicher Bedeutung. - zwei Kavaliershäuser: zweigeschossig, verputzte Massivbauten, Wetterfahne bezeichnet: 1941, Mansarddach, profilierte Traufe, Fenster mit Sandsteingewände, zum Hof originale Putzgliederung, über vermauerter Tür eine Verdachung (Putzgliederung mit aufgemalten Lisenen bei einem Haus rekonstruiert, ein Gebäude um 1950/60er Jahre entstellend saniert – Spritzputz) - Bruchsteinmauer vor dem Schloss - Schloss (ehemals mit 1698 bezeichnet über Portal), im Kern 17. Jahrhundert, Um- und Anbauten 1896/1897: zweigeschossig, verputzter Massivbau, Mansarddach, reichgegliedertes Sandsteinportal, darüber drei Rundbogenfenster des Festsaales, originale Tür, ältere Fenster, Fenstergewände vermutlich Sandstein | 08972664 |
|                | Scheune der ehemaligen Schäferei                                                                       | Stolpener Straße 17 (Karte)        | Um 1800 | Im Kontext zum Rittergut Heyda stehend, straßenbildprägendes stattliches Gebäude, ortsgeschichtlich von Bedeutung. Vorderer Teil zum Wohnhaus umgebaut (um 1950), eingeschossig, hohes Krüppelwalmdach mit Fledermausgauben, Bruchsteinmauer verputzt, große Tordurchfahrt. | 08972649 |

## Hohburg
| Bild                                    | Bezeichnung | Lage                   | Datierung | Beschreibung | ID       |
| --------------------------------------- | --- | ---------------------- | --- | --- | -------- |
| Direkt Bild zu diesem Denkmal hochladen | Sachgesamtheit Königlich-Sächsische Triangulierung („Europäische Gradmessung im Königreich Sachsen“); Station 19, Hohburg | (Flurstück 543/1)      | 1868 | Basispunkt und Reste der Triangulationssäule; Station 1. Ordnung, bedeutendes Zeugnis der Geodäsie des 19. Jahrhunderts, vermessungsgeschichtlich von Bedeutung | 09307530 |
|                                         | Ehemalige Schmiede | Am Lossatal 3 (Karte)  | Mitte 19. Jahrhundert                                                                                           | Obergeschoss vorkragendes Fachwerk, teils verputzt, teils verbrettert, bauhistorische, ortsgeschichtliche und ortsbildprägende Bedeutung. Zeigeschossig, Satteldach, Erdgeschoss massiv in Bruchstein, Obergeschoss Fachwerk, teils verputzt, teils verbrettert, weitestgehend originale Fenster, rückwärtiger Anbau. | 09256360 |
|                                         | Ehemalige Brauerei mit Sudhaus und Eiskeller                                                                              | Am Lossatal 43 (Karte) | Um 1900 | Ortsgeschichtlich bedeutsam. Zweigeschossig, Putzbau in Ziegel- und Naturstein gemischt, Natursteinsockel, Gliederungselemente in Ziegel, Satteldach, Ladeluke, jüngerer eingeschossiger Anbau. | 09255187 |
| Weitere Bilder                          | Kirche mit Ausstattung und ummauerter Kirchhof                                                                            | Kirchgasse (Karte)     | Im Kern 13. Jahrhundert, später überformt (Kirche); 18. Jahrhundert (Taufe); 2. Hälfte 19. Jahrhundert (Deckel) | Im Kern romanische Chorturmkirche, baugeschichtlich, ortsgeschichtlich und ortsbildprägend von Bedeutung. Chorturmkirche, Saal wohl romanisch, 1852 Choranbau, Turm 1918 mit oktogonalem Aufsatz. | 09258181 |
|                                         | Backhaus eines Bauernhofes                                                                                                | Kirchgasse 2 (Karte)   | Um 1800 | Einzeln stehendes Backhaus, mit Fachwerkgiebel, orts- und kulturgeschichtliche Bedeutung. Massiv, verputzt, Giebel im oberen Bereich Fachwerk, Krüppelwalmdach. | 09258155 |
|                                         | Ehemaliges Steinarbeiterhaus, heute Museum                                                                                | Kirchgasse 5 (Karte)   | Bezeichnet mit 1802                                                                                             | Erdgeschoss massiv, Obergeschoss Fachwerk verbrettert, ortsgeschichtlich wertvoll und von Bedeutung für die Kulturlandschaft. Zweigeschossig, Erdgeschoss massiv, Obergeschoss Fachwerk, verbrettert, rückwärtiger Anbau, Krüppelwalmdach.                                                                            | 09258183 |

## Kleinzschepa
| Bild           | Bezeichnung                                                                 | Lage                              | Datierung              | Beschreibung | ID       |
| -------------- | --------------------------------------------------------------------------- | --------------------------------- | ---------------------- | --- | -------- |
| Weitere Bilder | Eisenbahnbrücke mit Flügelmauern (Lossabrücke)                              | (Flurstück 208/4) (Karte)         | Zwischen 1919 und 1927 | 40 Meter lange Stahlbetonbrücke der Bahnstrecke Wurzen–Eilenburg (6825; sä. WE) über die Lossa-Niederung, aufgrund ihrer Konstruktion und Gestaltung von Seltenheitswert sowie verkehrs- und baugeschichtlich von Bedeutung. Zweifeldrige Stahlbetonbrücke (Schalbeton), eingleisig, mit oben liegender Fahrbahn, Länge 40 m, Höhe 14 m, Träger vermutlich Hohlkasten-Konstruktion, ungewöhnliche polygonale und nicht rundbogige Überwölbung der zwei Öffnungen (gevouteter Träger), Mittelpfeiler auf rechteckigem Grundriss, mittels eines umlaufenden Gesimses optisch vom Träger abgetrennt, weiteres Gesims an den Stirnseiten unterhalb der jeweils überstehenden Fahrbahnplatte, darüber eisernes Geländer, Flügelmauern beidseitig der Widerlager ebenfalls aus Schalbeton, deren seitliche Fassung mit Zyklopenmauerwerk. | 08971480 |
|                | Eisenbahnerwohnhaus und Nebengebäude, zwischen beiden rundbogiger Durchgang | Am Bahnhof 11 (Karte)             | Um 1925                | Durch Straßenlage auffallend im Ortsbild, Putzbau im Heimatstil der 1920er Jahre, weitgehend guter Originalzustand, bau- und ortsgeschichtlich interessant. Wohnhaus zweigeschossig, Walmdach mit schönen Fledermausgaupen, Ziegel, verputzt, über Natursteinsockel, Gliederungselemente in farbigem Putz abgesetzt, Eingang mit Treppe, Fensterläden. | 08971479 |
| Weitere Bilder | Eisenbahnbrücke                                                             | Am Bahnhof 11 (neben) (Karte)     | Zwischen 1919 und 1927 | Eingleisige Bogenbrücke mit einer Öffnung in Form eines leicht überhöhten Bogens über die Straße Am Bahnhof der Bahnstrecke Wurzen–Eilenburg (6825; sä. WE), technik- und verkehrsgeschichtlich von Bedeutung. Konstruktion: Widerlager und Bogen im Kern vermutlich aus Stampfbeton (Schalbeton, an Gewölbelaibung und Bogenstirn keine Armierungseisen ersichtlich), Stirnseiten der Brücke (mit Ausnahme der betonsichtigen Bogenstirn) ebenso wie die seitlichen Flügelmauern mit Zyklopenmauerwerk verkleidet, darüber erneuerte Fahrbahnwanne aus Beton. | 08971478 |
| Weitere Bilder | Denkmal für die Gefallenen des Ersten Weltkrieges                           | Frauenbergstraße 12 (vor) (Karte) | Um 1920                | Ortsgeschichtlich von Bedeutung, Naturstein, Inschrift mit eisernem Kreuz, Adlerbekrönung | 08971482 |

## Körlitz
| Bild           | Bezeichnung                                                                                         | Lage                              | Datierung                                             | Beschreibung | ID       |
| -------------- | --------------------------------------------------------------------------------------------------- | --------------------------------- | ----------------------------------------------------- | --- | -------- |
| Weitere Bilder | Kirche (mit Ausstattung)                                                                            | Alte Dorfstraße (Karte)           | 1772, im Kern älter                                   | Schlichte barocke Saalkirche, im Kern mittelalterlich, mit barockem Dachreiter, bau- und ortsgeschichtlich von Bedeutung. Wohl romanische Saalkirche, gerader Ostschluss, verputzter Massivbau, große Stützpfeiler, Satteldach, Anbauten mit Pultdach, verschieferter Dachreiter (ehem. bezeichnet mit 1809), Korbbogenfenster. | 08972691 |
|                | Spritzenhaus                                                                                        | Alte Dorfstraße 1 (neben) (Karte) | Mitte 19. Jahrhundert                                 | Kleiner Putzbau mit Fachwerkgiebel, ortsgeschichtliche Bedeutung. Eingeschossiger Putzbau, Holztor, Fachwerkgiebel, Satteldach. | 08972685 |
|                | Wohnhaus und Hofpflaster eines Dreiseithofes                                                        | Alte Dorfstraße 12 (Karte)        | Um 1900                                               | Aufwändig und reich gegliederte Klinkerbauweise von bauhistorischem Interesse. Zweigeschossig, Sockel Bruchstein, Kellerfenster Kunststein, Klinkerbau in rot-, gelb- und grünglasierten Klinkerverzierungen, Krüppelwalmdach, Fenster- und Türgewände in Kunststein (Fenster und Türen erneuert). | 08972687 |
| Weitere Bilder | Wohnhaus (Nr. 15), Seitengebäude (Nr. 13), Scheune, Toreinfahrt und Hofpflaster eines Dreiseithofes | Alte Dorfstraße 13, 15 (Karte)    | 19. Jahrhundert (Seitengebäude); um 1900 (Bauernhaus) | Großer straßenbildprägender Hof, weitgehend im Originalzustand erhaltenes Wohnhaus mit gründerzeitlicher Klinkerfassade, Stallgebäude als Lehmbau, bau- und ortsgeschichtlich von Bedeutung. - Stallscheune: zweigeschossig, Satteldach, Erdgeschoss massiv (Naturstein, verputzt), Steingewände, Obergeschoss Lehmbau (Weller) mit Holzfesntergewände - Scheune: zentrale Tordurchfahrt (Segmentbogenöffnung), massiv (Naturstein verputzt), zwei seitliche Scheunentore, Satteldach, zwei Dachhäuser - Wohnhaus: Kopfbau der Hofanlage, zweigeschossig, Putz- und Klinkerfassade auf Natursteinsockel, Satteldach, Erdgeschoss mit Putznutung, Segmentbogenfenster mit Schlussstein (Kunststeingewände), Obergeschoss roter Klinker mit gelber Klinkergliederung, Kunststeinfenstergewände, zum Teil alte Fenster, Gesimsbänder aus Kunststein, Drempelbereich: Okuli mit Stuckrosette - Torpfeiler: Ziegelmauerwerk auf quadratischem Grundriss mit Kugelaufsatz, von zwei Kastanienbäumen flankierte Hofzufahrt und Leutepforte | 08972686 |
|                | Seitengebäude (mit Kumthalle) und Hofpflaster eines Bauernhofes                                     | Alte Dorfstraße 14 (Karte)        | Ende 19. Jahrhundert                                  | Weitgehend original erhaltenes Zeugnis ländlicher Wohn- und Lebensweise vergangener Zeiten mit im Ort seltener Kumthalle, baugeschichtlich von Bedeutung. Wohl Auszugshaus, zweigeschossiger Putzbau, Satteldach mit Fledermausgauben, im vorderen Teil Wohnhaus mit Sandsteintürgewände, Tür erneuert, im Obergeschoss Sohlbänke aus Sandstein, Stallteil mit dreibogiger Kumthalle (Segmentbogenöffnungen), zwei Sandsteinsäulen. Hinterer Gebäudeteil: drei große Holztore, alte Fenster, Biberschwanzdeckung. | 08972688 |

## Kühnitzsch
| Bild           | Bezeichnung | Lage                               | Datierung                                                                             | Beschreibung | ID       |
| -------------- | --- | ---------------------------------- | ------------------------------------------------------------------------------------- | --- | -------- |
|                | Scheune und Einfriedungsmauer mit Toreinfahrt und Pforte einer ehemaligen Schäferei                                                  | Körlitzer Straße 2, 4 (Karte)      | Ende 19. Jahrhundert                                                                  | Scheune ortsbildprägender Bruchsteinbau, Zeugnis ländlicher Wirtschaftsweise vergangener Zeiten, von ortshistorischer Bedeutung. - Scheune: Bruchsteinbau, Satteldach mit Fledermausgaube - Wohnstallhaus (bezeichnet mit 1733 im Türsturz, 2000 abgebrochen): zweigeschossig, Erdgeschoss Lehm, Obergeschoss Fachwerk, Satteldach mit Fledermausgaube, zum Teil originale Fenster, Tür- und Fenstergewände im Erdgeschoss in Holz, (ehemalige Anschrift: Nummer 7a) | 08972695 |
|                | Alte Ziegelei | Körlitzer Straße 9 (Karte)         | 19. Jahrhundert                                                                       | Restaurierter Rest eines ehemaligen Brennofens, von technikgeschichtlicher Bedeutung. Bruchsteinbau mit geböschten Eckpfeilern, nicht verputzt, restauriert 2001/02. | 08972692 |
| Weitere Bilder | Kirche (mit Ausstattung), Kirchhof mit Einfriedung, Leichenhalle, Kriegerdenkmal des Ersten und Zweiten Weltkrieges                  | Kühnitzscher Dorfstraße (Karte)    | 1706–1707, im Kern älter (Kirche); um 1920 (Kriegerdenkmal); um 1950 (Kriegerdenkmal) | Barocke Saalkirche mit Ostturm, im Kern romanische Chorturmkirche, baugeschichtlich, ortsbildprägend und ortsgeschichtlich von Bedeutung. - an das Schlossareal angrenzende Chorturmkirche: einschiffiger Saalbau auf kreuzförmigem Grundriss, Turm auf quadratischem Sockel, oktogonal im oberen Teil, Welsche Haube und Laterne, innen: Grabsteine (u. a. von Plaußig) aus dem 16. bis 18. Jahrhundert, evangelischer Beichtstuhl (1712 von Joachim Plötze aus Röcknitz) und Kanzelaltar (18. Jahrhundert), zwei barocke Emporen mit Jugendstilbemalung (1904), Patronatsloge, Orgel (1889 von Schrickel) - Leichenhalle: Spitzbogenportal, Satteldach - Einfriedungsmauer: mit zweitem Zugang zur Kirche vom Schlosshof, zwei quadratische Torpfeiler mit Kugelaufsatz - Kriegerdenkmal: mittlerer würfelartiger Block aus Muschelkalk mit pyramidalem Aufsatz, Inschrift „Unseren im Weltkrieg Gefallenen in Dankbarkeit und Treue, 1914–1918. Unser Glaube ist der Sieg der die Welt überwunden hat. 1. Joh. 5.4“, an den Seiten die Namen der Gefallenen, Adler und Eisernes Kreuz, seitlich zwei aufrecht stehende Grabsteine für die Gefallenen, Eisernes Kreuz und Eichenlaubrelief (aus Kunststein) | 08972699 |
| Weitere Bilder | Wohnhaus und Einfriedung | Kühnitzscher Dorfstraße 31 (Karte) | Bezeichnet mit 1903                                                                   | Gründerzeitlicher Putzbau mit Anklängen des Schweizer Stils, sozialhistorisch bedeutendes, gut gegliedertes Gebäude. - Wohnhaus: eingeschossiger Putzbau aus Mischmauerwerk mit Drempel aus Ziegelmauerwerk, Satteldach, Mittelrisalit durch gekuppelte Fenster und Dachhaus betont, Putzgliederung, Fensterrahmung, Gesimsband, gerahmte Okuli, profilierte Traufe, Tür mit originalem Oberlicht und gerader Überdachung, Hängegiebel mit gedrechseltem Knauf - markante Einfriedung des Vorgartens durch Ziergitter auf Klinkersockel, drei Pfeiler mit Kugelaufsatz, über Tür Inschrifttafel: „1903 B.Sch.“ | 08972700 |
| Weitere Bilder | Bockwindmühle mit historischer Mühlentechnik                                                                                         | Mühlenweg 6 (Karte)                | 1812                                                                                  | Weitestgehend original erhaltene, voll funktionsfähige Mühle mit technischer Ausstattung, restauriert, auf ummauertem Bock stehend, technikgeschichtlich von Bedeutung. - Mühle: Mühlenkasten holzverkleideter Fachwerkbau, Flügelkreuz, einseitiges Krüppelwalmdach, Steert, Bock als Ziegelsteinsockel umbaut, erste Kühnitzscher Windmühle 1588 erwähnt, 1672 zweite urkundliche Erwähnung im Kirchenbild, 1721 Michael Lungenheim bis 1974 mit Wind gemahlen, teilweise auch mit Motor, letzter Müller: A. Hirsch, 1978 an Gemeinde als technisches Denkmal übergeben, 1992 Windmühlenflügel angebracht, restauriert - technische Ausstattung: Kammrad, Mühlsteine, Sichter und Elevatoren, voll funktionstüchtig | 08972693 |
| Weitere Bilder | Rittergut und Schloss Kühnitzsch (Sachgesamtheit)                                                                                    | Schloßhof 1, 2, 4, 5, 7 (Karte)    | 18./19. Jahrhundert                                                                   | Sachgesamtheit Rittergut und Schloss Kühnitzsch, mit folgenden Einzeldenkmalen: Schloss (Nr. 1), Torhaus (über winkelförmigem Grundriss, Nr. 2) und Nebengebäude (Nr. 7) – (08972698) sowie mit dem Gutspark (Gartendenkmal) und mit den Sachgesamtheitsteilen: Wirtschaftsgebäude (Nr. 4), Nebengebäude (Nr. 5), weiteres Hofgebäude und Hofpflaster; Schloss mächtiger Putzbau mit Stuckverzierung und quadratischem Eckturm, von kunsthistorischer und ortshistorischer Bedeutung. - Stall (Sachgesamtheitsteil, Nummer 4): zweigeschossig, Erdgeschoss Bruchstein, Obergeschoss verputzter Ziegelstein, Fenstergewände in Sandstein, Satteldach - Scheune (Nebengebäude, Sachgesamtheitsteil, Nummer 5): eingeschossig, verputzter Bruchsteinbau, teilw. in Lehm, einseitiges Krüppelwalmdach, Türgewände in Sandstein, profilierte Putztraufe (eine Seite nach 1945 zu Wohnungen umgebaut) | 09304443 |
| Weitere Bilder | Schloss (Nr. 1), Torhaus (über winkelförmigem Grundriss, Nr. 2) und Nebengebäude (Nr. 7), Einzeldenkmale der Sachgesamtheit 09304443 | Schloßhof 1, 2, 7 (Karte)          | 1842, im Kern älter (Schloss); 18. Jahrhundert (Torhaus)                              | Einzeldenkmale der Sachgesamtheit Rittergut und Schloss Kühnitzsch; Schloss mächtiger Putzbau mit Stuckverzierung und quadratischem Eckturm, von kunsthistorischer und ortshistorischer Bedeutung, - Schloss: dreigeschossiger, massiver Putzbau, Putzgliederung und Stuckverzierung, quadratischer Eckturm mit oktogonalem Aufsatz und Haube, parkseitig an der Längsseite halbrunde Anbauten, einseitiges Walmdach mit Gauben, - erstes Nebengebäude (Torhaus, Nummer 2): zweigeschossige, verputzte Bruchsteinbauten, profilierte Putztraufe, Mansarddach mit Gauben, Segmentbogenfenster, auf hakenförmigen Grundriss, im Hof Fenster und Türen mit Sandsteingewände, - eingeschossiges Seitengebäude (Nummer 7), Satteldach, Tür- und Fenstergewände mit Putzfaschen - Park: stark verwildert, Teiche - Scheune (bei Nummer 5) vor 2012 abgebrochen. | 08972698 |
| Weitere Bilder | Friedhof mit Einfriedung und Aussegnungshalle                                                                                        | Trebelshainer Straße 4 (Karte)     | 19. Jahrhundert                                                                       | Von ortsgeschichtlicher Bedeutung. Ein- bis zweigeschossiger, verputzter Massivbau, einfache Putzgliederung, Satteldächer, im Obergeschoss Okuli, Rundbogenfenster, originale Fenster (in Eisen), originale Tür mit Bruchsteinrahmung (denkmalgerecht saniert). | 08972694 |
| Weitere Bilder | Zwei Inschrifttafeln | Zum Buchholz 4 (Karte)             | Bezeichnet mit 1734 und 1790                                                          | Von ortshistorischer Bedeutung. Zwei Inschrifttafeln, bezeichnet mit „GFP/MGFH/1734“ und „C.H.F./1790/A“, und eingeritztes Hufeisen. | 08972835 |
|                | Wegestein | Zum Buchholz 12 (vor) (Karte)      | 19. Jahrhundert                                                                       | Sandsteinstele, Inschriften in der Einheit Wegestunden, verkehrsgeschichtlich von Bedeutung. Inschriften „Falkenhain 7/8 St.“ Und „Dornreichenbach 1/2 St.“. | 08972696 |
| Weitere Bilder | Pfarrhaus, Toreinfahrt und Hofpflaster                                                                                               | Zur Alten Schule 1 (Karte)         | 1708, spätere Umbauten                                                                | Stattliches Gebäude, Obergeschoss Fachwerk, zum Teil verbrettert, von bau- und ortsgeschichtlicher Bedeutung | 08972697 |

## Lüptitz
| Bild           | Bezeichnung | Lage                                    | Datierung                                                           | Beschreibung | ID       |
| -------------- | --- | --------------------------------------- | ------------------------------------------------------------------- | --- | -------- |
| Weitere Bilder | Eisenbahnbrücke | Alte Hohburger Straße 6 (neben) (Karte) | Zwischen 1919 und 1927                                              | Diagonal über die Straße nach Hohburg errichtete Brücke der Nebenbahn Wurzen–Eilenburg (6825; sä. WE), technik- und verkehrsgeschichtlich von Bedeutung | 08971507 |
| Weitere Bilder | Eisenbahnbrücke | Goethestraße 8 (neben) (Karte)          | Zwischen 1919 und 1927                                              | Über die Lüptitzer Allee errichtete Brücke der Nebenbahn Wurzen–Eilenburg (6825; sä. WE), technik- und verkehrsgeschichtlich von Bedeutung. Konstruktion: Widerlager und Bogen im Kern vermutlich aus Stampfbeton (Schalbeton, an Gewölbelaibung und Bogenstirn keine Armierungseisen ersichtlich), Stirnseiten der Brücke ebenso wie die seitlichen Flügelmauern mit Natursteinmauerwerk verkleidet, darüber erneuerte Fahrbahnwanne aus Beton. | 08971506 |
| Weitere Bilder | Kirche (mit Ausstattung), Kirchhof mit Einfriedungsmauer, Toranlage (Torbogen und Pforte) sowie Denkmal für die Gefallenen des Ersten Weltkrieges | Thomas-Müntzer-Ring (Karte)             | Wohl 1. Hälfte 17. Jahrhundert (Kirche); nach 1918 (Kriegerdenkmal) | Ein barocker Kirchenbau, im Kern mittelalterliche Chorturmkirche, baugeschichtlich, ortsgeschichtlich und ortsbildprägend von Bedeutung. Chorturmkirche aus der ersten Hälfte des 17. Jahrhunderts, 1773 umgebaut (über Schiffsfenstern bezeichnet), 1884 weitere Veränderungen, Korbbogenfenster und gerader Chorschluss, Kirchhof mit schöner Toranlage.                                                                                       | 08971503 |
|                | Wohnhaus eines Bauernhofes | Thomas-Müntzer-Ring 15 (Karte)          | Um 1800, jüngere Umbauten                                           | Schlichter Putzbau mit hohem Krüppelwalmdach, orts- und baugeschichtlich bedeutsam. Zweigeschossig, Bruchstein- und Ziegelmauerwerk, verputzt, hohes Krüppelwalmdach, Porphyrtuffgewände, ehemals zwei Portale mit flachbogigen Rahmungen, ein Schlussstein bezeichnet mit „No. 13“, verschiedene Eingriffe, deutlich im hinteren Teil. | 08971502 |
| Weitere Bilder | Häusleranwesen, bestehend aus Wohnhaus und Scheune                                                                                                | Wurzener Straße 14 (Karte)              | Um 1875                                                             | Häuslerhaus eingeschossiger Putzbau, sozialgeschichtlich interessant. - Wohnhaus: eingeschossig mit Kniestock, Bruchstein- und Ziegelmauerwerk, verputzt, Reste alter Farbfassung, Satteldach, alte Fenster und Tür - Scheune: Bruchstein- und Ziegelmauerwerk, Satteldach | 08971505 |

## Mark Schönstädt
| Bild | Bezeichnung | Lage                     | Datierung                                      | Beschreibung | ID       |
| ---- | --- | ------------------------ | ---------------------------------------------- | --- | -------- |
|      | Ehemalige Steinarbeiterkantine mit Lampe und Strommast | Waldbad (Karte)          | 1885                                           | Regional- und sozialgeschichtliche Bedeutung. Eingeschossig, verputzt, Gliederungselemente in Ziegel, Satteldach, einst als Kantine und Kontor für den Dornreichenbacher Steinbruch (eröffnet 1836) genutzt, dieser diente u. a. zur Bereitstellung von Baumaterial für die Bahnstrecke Leipzig–Dresden, Kantinengebäude Zeugnis eines in der Region einst wichtigen Zweiges der Bauwirtschaft, außerdem Dokument der Arbeits- und Lebensbedingungen der in diesem Bereich tätigen Arbeiter, regionalgeschichtlicher Aussagewert auch durch die Verbindung zur für die Eisenbahngeschichte Sachsens und darüber hinaus wichtigen Strecke Dresden–Leipzig. | 08966051 |
|      | Landhaus Harkort: Villa (Nr. 2), Gärtnerhaus (Nr. 2a), Gartenhäuschen, Bienenhaus und Nebengebäude sowie Villengarten (Gartendenkmal) und Toreinfahrt (mit Pforte) | Waldstraße 2, 2a (Karte) | 1906 (Villa); um 1920 oder älter (Gärtnerhaus) | Bemerkenswertes Ensemble im Reformstil der Zeit um 1910, Bienenhaus von Seltenheitswert, von kunstgeschichtlicher, sozialhistorischer und gartenkünstlerischer Bedeutung. - Villa: zweigeschossig, malerisch gruppierter Massivbau (verputzt), Portal aus Porphyrtuff, Fachwerkgiebel, Walmdach, originale Putzgliederung, Sohlbänke Ziegelstein, Tür erneuert, größtenteils originale Fenster - Gärtnerhaus: südlich der Villa gelegen, zweigeschossiger Massivbau, Satteldach, rückwärtiger Treppenaufgang in Fachwerk, Obergeschoss verbrettert, originale Fenster mit Fensterläden - Gartenhäuschen: westlich der Villa gelegen, kleiner eingeschossiger Massivbau, symmetrische Gestaltung, Glockendach - Bienenhaus: westlich der Villa und des Gartenhauses gelegen, verbretterter Holzbau mit giebelseitigen Einflugöffnungen, Satteldach - Nebengebäude: südlich des Gärtnerhauses gelegen, wohl ehemalige Werkstatt, eingeschossiger Massivbau, Satteldach, Dachgiebel verbrettert - Villengarten: Reformgarten innerhalb eines Waldbestands aus u. a. Wald-Kiefer (Pinus sylvestris), Trauben-Eiche (Quercus petraea), Rot-Eiche (Quercus rubra) und Rot-Buche (Fagus sylvatica), Zufahrtstor aus Porphyrtuff mit zweiflügligem Ziergitter und Pforte mit einflügligem Ziergitter im Westen des Grundstücks an der Waldstraße, Zufahrtsweg vom Tor zur Villa, regelmäßiges Wegesystem mit wassergebundener Decke, teilweise überwachsen, die symmetrische Gestaltung des Gartens nimmt direkten Bezug auf den Standort der Villa - Landhausumfeld: Gehölzbestand aus typischen Parkgehölze wie z. B. Colorado-Tanne (Abies concolor), Scheinzypresse (Chamaecyparis spec.), Schwarz-Kiefer (Pinus nigra) und Blut-Buche (Fagus sylvatica f. purpurea) in Kombination mit rotblättrigem Spitzahorn (Acer platanoides 'Schwedleri'), Ziersträucher, Rhododendren, Azaleen, Koniferen und Farnen - Gartenraum nordwestlich der Villa: aufgeschmückter Rasenfond, darin längsrechteckiger Teich mit einem durch Natursteine befestigten Ufer und mittiger längsrechteckiger Insel sowie Trauer-Weiden-Bestand (Salix alba 'Tristis'), Insel durch kleine Brücke (aus DDR-Zeiten) erschlossen und mit Blattschmuckstauden ausgestattet, von der Villa zum Teich führender Weg mit Fichten-Allee (Picea abies), an der Villa Querweg mit Baumreihe aus Korea-Tanne (Abies koreana) - Gartenraum südöstlich der Villa: großer rechteckiger aufgeschmückter Rasenfond, von Wegen und im Nordosten, Südosten und Südwesten mit Baumreihen aus Blau-Fichten (Picae pungens 'Glauca') gerahmte Rasenfläche, außerhalb der Wege stattliche Rhododendronpflanzungen, in der Mittelachse Halbrondell aus Faden-Scheinzypresse (Chamaecyparis pisifera) im Nordwesten des Gartenraumes, am südöstlichen Ende der Fläche der Villa gegenüberliegendes Halbrondell - nordwestlich davon weiterer kleiner Gartenraum mit einem weiteren längsrechteckigen Teich mit einem durch Natursteine befestigten Ufer und Birken-Bestand (Betula pendula) | 08972684 |

## Meltewitz
| Bild           | Bezeichnung | Lage                              | Datierung                                                                | Beschreibung | ID       |
| -------------- | --- | --------------------------------- | ------------------------------------------------------------------------ | --- | -------- |
|                | Denkmalschutzgebiet Ortskern Meltewitz-Knatewitz | (Ortskern) (Karte)                | 19. Jahrhundert                                                          | Denkmalschutzgebiet Ortskern Meltewitz-Knatewitz | 08970671 |
|                | Scheune und Hofpflaster eines Dreiseithofes | Am Dorfteich 14 (Karte)           | Um 1800, später überformt                                                | Große Fachwerkscheune, Zeugnis bäuerlicher Bau- und Wirtschaftsweise der Zeit um 1800, baugeschichtlich von Bedeutung. Eingeschossig, Fachwerk, Satteldach, älteres Tor und Türen, zum Teil stark überformt (bautechnisch schlechter Zustand). | 08972682 |
|                | Seitengebäudenteil (mit Oberlaube) eines Dreiseithofes                                                                                                   | Am Dorfteich 14a (Karte)          | Um 1820                                                                  | Seltener Fachwerk-Laubengang, Zeugnis bäuerlicher Bau- und Lebensweise der Zeit um 1800, baugeschichtlich von Bedeutung. - Laubengang: zweigeschossig, Erdgeschoss massiv, Obergeschoss Fachwerk, Satteldach gekappt - Wohnhaus/Seitengebäude: zweigeschossig, Erdgeschoss massiv, Obergeschoss vermutlich Fachwerk, insgesamt verputzt, Satteldach (Türen und Fenster erneuert). | 08972681 |
|                | Wohnhaus, Einfriedung des Vorgartens und Hofpflaster eines ehemaligen Dreiseithofes                                                                      | Am Schulteich 3 (Karte)           | Um 1800                                                                  | Alte Ortslage Knatewitz, Zeugnis bäuerlicher Bau- und Lebensweise, ortsbildprägender Fachwerkbau am Schulteich, baugeschichtlich von Bedeutung. - Wohnhaus: zweigeschossig, Erdgeschoss massiv, Obergeschoss Fachwerk (vermutlich komplett erneuert), Fenster und Türen erneuert, Krüppelwalmdach, Seitengebäude: zweigeschossig, Erdgeschoss massiv, verputzter Bruchstein, Obergeschoss Fachwerk, originale Fenster, zum Hof Laubengang, einseitig Krüppelwalmdach - Einfriedung: Torpfosten in Bruchstein, verputzt, Eisenziergitter Seitengebäude und Toranlage vor 2012 abgebrochen. | 08972666 |
|                | Ehemalige Schule, später Gemeindeverwaltung | Am Schulteich 9 (Karte)           | Um 1870                                                                  | Alte Ortslage Knatewitz, bemerkenswertes neogotisches Bauwerk von ortsgeschichtlicher Bedeutung. Zweigeschossiger, steinsichtiger Bruchsteinbau, Mittelrisalit mit Stufengiebel, Fenster- und Türgewände, Gesims und Verdachung in Sandstein, Putzdekor (fischblasenartig) über tür, originale Tür mit Oberlicht, zum Teil ältere Fenster, Dreipass im Giebelfeld, profilierte Putztraufe, Walmdach. | 08972670 |
| Weitere Bilder | Kirche (mit Ausstattung), Kirchhof mit Einfriedungsmauer, dort eingemauertes Steinkreuz                                                                  | Börlner Straße 1 (Karte)          | 1695–1699, im Kern älter                                                 | Alte Ortslage Knatewitz, barocke Saalkirche mit polygonalem Chorschluss und Westturm, im Kern wohl spätgotisch, baugeschichtlich, ortsbildprägend und ortsgeschichtlich von Bedeutung. - Kirche: Saalkirche mit polygonalem Chorschluss und Westturm, verputzter Massivbau, Satteldach, einfache Putzlisenen, Korbbogenfenster, Turm auf quadratischem Grundriss mit oktogonalem Aufbau und Haube, nördlich Sakristeianbau - Einfriedung: verputzte Bruchsteinmauer mit Steinplattenabdeckung - Kirchhof: mit klassizistischem Grabstein (1. Hälfte 19. Jahrhundert) | 08972674 |
|                | Wohnhaus | Börlner Straße 3 (Karte)          | Um 1900                                                                  | Alte Ortslage Knatewitz, ortsbildprägender, auffallender Historismusbau mit schöner Fassade in Putz-Klinker-Gliederung, bau- und ortsgeschichtlich von Bedeutung. Zweigeschossiger, verputzter Massivbau, Bruchsteinsockel, Putz-Ziegelstein-Fassade, (Fenster und Tür erneuert), Fenstergewände in Kunststein, ältere Tür. | 08972669 |
|                | Seitengebäude (Auszugshaus) und Scheune sowie Hofmauer, Toranlage (mit Torbogen und Pforte) und Hofpflaster eines Dreiseithofes                          | Börlner Straße 10 (Karte)         | Mitte 19. Jahrhundert, später verändert                                  | Alte Ortslage Knatewitz, Auszugshaus in Fachwerkbauweise, Scheune massiv, Zeugnisse bäuerlicher Bau- und Lebensweise vergangener Zeiten, baugeschichtlich von Bedeutung. - Auszugshaus: zweigeschossig, Erdgeschoss massiv, Obergeschoss Fachwerk, originale Tür mit hölzernem Türgewände, ältere und originale Fenster, neuere Toreinbrüche, einseitig Krüppelwalmdach - Scheune: verputzter Massivbau, Satteldach, zwei Toreinfahrten | 08972673 |
|                | Wohnstallhaus, Seitengebäude (mit Oberlaube), zwei winkelförmig aneinandergebaute Scheunen, Einfriedung, Toreinfahrt und Hofpflaster eines Vierseithofes | Börlner Straße 16 (Karte)         | Bezeichnet mit 1829                                                      | Alte Ortslage Knatewitz, Wohnstallhaus einfach gegliederter Putzbau, bemerkenswertes Stallgebäude in Fachwerk mit seltenem Laubengang im Obergeschoss, Scheunen massiv, Zeugnis bäuerlicher Bau- und Lebensweise vergangener Zeiten in großer Geschlossenheit, bau- und ortsgeschichtlich von Bedeutung. - Wohnstallhaus: zweigeschossiger Massivbau, Putzgliederung, Fenstergewände vermutlich in Kunststein, Satteldach, profilierte Holztraufe, Türen erneuert, zur Straße Inschrifttafel „Gottlob Zehrfeld No. 1 1829“ - Stallgebäude mit Laubengang: zweigeschossig, Erdgeschoss massiv verputzter Bruchstein, Obergeschoss Fachwerk, einseitiges Krüppelwalmdach - erste Scheune: verputzter Bruchsteinbau mit neuem Flachdach - zweite Scheune: verputzter Bruchsteinbau, einseitiges Krüppelwalmdach, originale Tore, Holztürgewände | 08972672 |
| Weitere Bilder | Turmholländer (Holländermühle Meltewitz) | Börlner Straße 22 (Karte)         | 1. Hälfte 19. Jahrhundert                                                | Gedrungene konisch errichtete Windmühle, ohne technische Ausstattung, nördlich der alten Ortslage Knatewitz, typischer Mühlenbau der Region, von landschaftsgestaltender Bedeutung. Turmwindmühle, Bruchstein, gedrungene Bauausführung, konisch, auf kreisförmigem Grundriss mit geschwungener Dachhaube, zum Wohnhaus umgebaut, Anbau, ohne Flügel, restauriert. | 08972683 |
| Weitere Bilder | Auszugshaus (Nr. 16a), Scheune mit technischer Ausstattung, Hofpflasterung und Hofmauer mit Pforte eines Dreiseithofes                                   | Dorfstraße 16, 16a (Karte)        | Um 1800, spätere Veränderung (Seitengebäude); 1930–1950 (Dreschmaschine) | Gebäude teilweise in Fachwerkbauweise, Zeugnis bäuerlicher Lebensweise vergangener Zeiten, baugeschichtlich von Bedeutung. - Auszugshaus: zweigeschossig, Erdgeschoss massiv, Obergeschoss Fachwerk, Türgewände im Hof Sandstein, ältere Tür, ältere Fenster, im Erdgeschoss Giebelfenster mit Kunststeingewände - Einfriedung: Eisenzaun, Torbogen mit Leutepforte - Feldscheune: verbretterter Fachwerkbau mit Satteldach, Mauer in Bruchstein, stationäre Dreschmaschine (von 1930 bis 1950) | 08972678 |
|                | Wohnstallhaus, Scheune, Toreinfahrt und Vorgarten mit Einfriedungsmauer eines ehemaligen Dreiseithofes                                                   | Dorfstraße 18 (Karte)             | Um 1800, spätere Umbauten                                                | Eines der älteren Höfe des Ortes in Fachwerkbauweise, Zeugnis bäuerlicher Lebensweise vergangener Zeiten, baugeschichtlich von Bedeutung. - Wohnstallhaus: zweigeschossig, Erdgeschoss massiv, Obergeschoss Fachwerk (zum Teil verputzt) - Torpfeiler: verputzter Bruchstein - Bauerngarten durch Bruchsteinmauer eingefriedet - Scheune: verputzter Massivbau | 08972677 |
|                | Schmiede (mit zwei Hausnummern) | Dorfstraße 19, 19a (Karte)        | 19. Jahrhundert, spätere Umbauten                                        | Schlichter eingeschossiger Putzbau in Ortsmitte, von ortsgeschichtlicher und sozialhistorischer Bedeutung. Eingeschossiger, verputzter Massivbau in Bruchstein, einseitiges Krüppelwalmdach, Dachhäuschen, ältere Türen und Tore. | 08972676 |
| Weitere Bilder | Häuslerhaus | Dorfstraße 23 (Karte)             | Um 1800                                                                  | Alte Ortslage Knatewitz, in Fachwerkbauweise, von sozialhistorischer Bedeutung. Zweigeschossig, Erdgeschoss massiv, Obergeschoss Fachwerk, Türgewände in Stein, Fenstergewände in Holz, Satteldach. | 08972671 |
| Weitere Bilder | Denkmal für die Gefallenen des Ersten Weltkrieges | Dorfstraße 38 (gegenüber) (Karte) | Um 1920                                                                  | Alte Ortslage Knatewitz, von ortsgeschichtlicher Bedeutung. Blockhafter Gedenkstein mit Eckquaderung, Inschrift „Unseren Helden“, Inschrift Postament „1914–1918“, zeltdachartiger Abschluss mit Eisernem Kreuz in Stein. Reliefs: Stahlhelm und Lorbeerkranz, Namen verwittert, Eichen- und Buchenanpflanzung. | 08972675 |
|                | Seitengebäude (mit Oberlaube), Scheune und Hofpflaster eines Vierseithofes                                                                               | Im Winkel 1 (Karte)               | Bezeichnet mit 1828                                                      | Alte Ortslage Knatewitz, Zeugnis bäuerlicher Lebensweise der Zeit um 1800, bemerkenswertes Stallgebäude mit Laubengang in Fachwerkbauweise, Scheune massiv, Hofanlage nahe dem Kirchhof, bau- und ortsgeschichtlich von Bedeutung. - Seitengebäude (Stall): zweigeschossig, Erdgeschoss massiv, Obergeschoss Fachwerk, Laubengang, Krüppelwalmdach - Scheune: Massivbau, Satteldach, im Inneren alte Technik (Elevator von 1934) und Fachwerkskonstrukion, 1934 aufgestockt, Scheune nachträglich bezeichnet mit 1828 (Inschrifttafel), Umbau bezeichnet mit 1934 - Hofpflaster: Dornreichenbacher Stein - Seitengebäude 1949 erbaut: kein Denkmal | 08972667 |
|                | Ehemaliges Armenhaus | Im Winkel 3 (Karte)               | Um 1830                                                                  | Alte Ortslage Knatewitz, eingeschossiger Putzbau mit Krüppelwalmdach, sozialhistorische Bedeutung. Eingeschossig, verputzter Bruchsteinbau, Krüppelwalmdach, ältere Fenster, Giebel in Ziegelstein (entstellender Toreinbau). | 08972668 |

## Müglenz
| Bild           | Bezeichnung | Lage                                          | Datierung | Beschreibung | ID       |
| -------------- | --- | --------------------------------------------- | --- | --- | -------- |
|                | Straßenbrücke über die Lossa | Birkenweg (Karte)                             | 16. Jahrhundert | Steinerne Bogenbrücke, technik- und ortsgeschichtliche Bedeutung. Bruchsteinmauerwerk, verputzt. | 08971495 |
|                | Brauerei des Rittergutes | Müglenzer Dorfstraße 3 (bei) (Karte)          | 19. Jahrhundert | Massivbau, Erdgeschoss verputzt, Obergeschoss Ziegelfassade, als Teil des ehemaligen Rittergutes orts- und kulturgeschichtlich bedeutsam. Zweigeschossig, mit Stallungen, Erdgeschoss Bruchstein, verputzt, Eckquaderung in Sandstein, jüngeres Obergeschoss in Ziegel, Satteldach – teilweise eingestürzt, Sandsteintafel am Giebel, rückseitiger jüngerer Anbau. | 08971494 |
| Weitere Bilder | Rittergut Müglenz (Sachgesamtheit) | Müglenzer Dorfstraße 5, 5b, 5c, 6, 6a (Karte) | 17. Jahrhundert/18. Jahrhundert, später erneuert | Sachgesamtheit Rittergut Müglenz mit folgenden Einzeldenkmalen: Herrenhaus (Nr. 5), Inspektorenhaus (Nr. 6), drei Wirtschaftsgebäude (Nr. 5b, Nr. 5c und Nr. 6a), Gärtnerhaus (bei Nr. 6a) und Einfriedung des Rittergutes (08971493), weiterhin Gutspark und Lindenreihe (Gartendenkmale) sowie mit folgenden Sachgesamtheitsteilen: Toranlage, Hofpflasterung und Holzpumpe vor dem Inspektorenhau; im Kern barockes Herrenhaus mit Turm, durchgreifender Veränderung 1905 in neobarocken Formen, Inspektorenhaus und Wirtschaftsgebäude einfache Putzbauten, ortsbildprägende Gutsanlage, bau- und ortsgeschichtlich von Bedeutung. | 08971487 |
| Weitere Bilder | Herrenhaus (Nr. 5), Inspektorenhaus (Nr. 6), drei Wirtschaftsgebäude (Nr. 5b, Nr. 5c und Nr. 6a), Gärtnerhaus (bei Nr. 6a) und Einfriedung des Rittergutes (Einzeldenkmale der Sachgesamtheit 08971487) | Müglenzer Dorfstraße 5, 5b, 5c, 6, 6a (Karte) | 17. Jahrhundert / 18. Jahrhundert (Herrenhaus); 1905 erneuert (Herrenhaus); vermutlich 1804 (Gutsverwalterhaus); bezeichnet mit 1804 (Nr. 5b, Wirtschaftsgebäude) | Einzeldenkmale der Sachgesamtheit Rittergut Müglenz; im Kern barockes Herrenhaus mit Turm, durchgreifender Veränderung 1905 in neobarocken Formen, Inspektorenhaus und Wirtschaftsgebäude einfache Putzbauten, ortsbildprägende Gutsanlage, baugeschichtlich und ortsgeschichtlich von Bedeutung. - Herrenhaus (Nummer 5): im Kern barock, nach durchgreifender Veränderung 1905 langgestreckter Putzbau in neobarocken Formen mit schlankem Treppenturm, Einfriedung: eiserner Zaun über Bruchsteinmauer - Stallscheune (Nummer 5b): bezeichnet mit 1804, Bruchsteinmauerwerk, verputzt, halbseitig Krüppelwalmdach mit Fledermausgaupen, ein Gebäudeteil zu Neubauernstelle ausgebaut, eintorig - Stallgebäude (Nummer 5c): eingeschossig, Bruchstein und Ziegel, Satteldach mit Fledermausgaupen und Ladeluken, ein Gebäudeteil zu Neubauernstelle ausgebaut - Inspektorenhaus mit Stallung (Nummer 6): zweigeschossig, Bruchsteinmauerwerk, verputzt, Krüppelwalmdach, Sandsteingewände, Reste mehrerer Putz- und Farbfassungen, unter anderem mit Scheinfenster - Stallgebäude (Nummer 6a): zweigeschossig, Erdgeschoss Bruchstein und Ziegel, Obergeschoss Ziegel, Satteldach, ein Gebäudeteil zu Neubauernstelle ausgebaut - Gärtnerhaus (bei Nummer 6a): anderthalbgeschossig, Bruchstein- und Ziegelmauerwerk mit Eckquaderung in Sandstein, verputzt, Walmdach, rückseitig Anbau - Gutspark: kleine landschaftliche Anlage südlich des Herrenhauses, ursprünglich auch westlich des Gutshofes gelegene Fläche zum Park gehörig (vgl. Messtischblätter, Blatt 5, 1919, 1937, 1941), durch niedrige Bruchsteinmauer eingefriedet, im nördlichen Bereich höher und auch als Stützmauer ausgebildet, Geländesprung durch Böschung abgefangen, südlicher Bereich tiefer gelegen, wertvoller Altbaumbestand aus u. a. Blut-Buche (Fagus sylvatica f. purpurea), Rot-Buche (Fagus sylvatica), Berg-Ahorn (Acer Pseudoplatanus), Platane (Platanus × hispanica), Robinie (Robinia pseudoacacia), Linde (Tilia spec.) und Schwarz-Kiefer (Pinus nigra), außerdem ein Exemplar eines jüngeren Urweltmammutbaums (Metasequoia glyptostroboides) - Lindenreihe: Baumreihe aus vier als Kopflinden ausgeprägte Sommer-Linden (Tilia platyphyllos) nördlich des Herrenhauses | 08971493 |
| Weitere Bilder | Ehemalige Schule | Müglenzer Dorfstraße 24b (Karte)              | Um 1875 | Gut gegliederte Putzfassade, Gründerzeitgebäude, ortsgeschichtliche Bedeutung. Erneuert nach Denkmalpflegeauflagen, Putzbau, zweigeschossig, Erdgeschoss genutet, Satteldach, Seitenrisalit, Eckquaderung, Sohlbänke in Naturstein, Tafel: „Lasset die Kindlein zu mir kommen.“ | 08971499 |
| Weitere Bilder | Kriegerdenkmal für die Gefallenen des Ersten Weltkrieges, auf dem Friedhof | Müglenzer Dorfstraße 24b (neben) (Karte)      | Um 1920 | Ortsgeschichtliche Bedeutung. Kreuzförmige Stele, Sockel mit Kriegermasken in den Ecken, Kalkstein. | 08971500 |
|                | Wohnhaus | Müglenzer Dorfstraße 28 (Karte)               | Bezeichnet mit 1872 | Lage am Ortseingang neben dem Gasthof, eingeschossiges Gründerzeitgebäude, mit Drempel und Zwillingsfenster im Giebel, ortsgeschichtlich interessant. Erneuert nach Denkmalpflegeauflagen, eingeschossig mit Drempel, verputzt, Satteldach, Eingangstür mit profiliertem Gewände in Sandstein bezeichnet mit „18 C.A.Seyfert 72.“, schöne gefelderte Tür, Sohlbänke in Sandstein. | 08971498 |
|                | Ehemaliger Gasthof mit Gasthaus, separatem Saalbau, Stallgebäude, Scheune und Hofpflasterung | Müglenzer Dorfstraße 30 (Karte)               | Um 800 (Gasthaus); um 1880 (Saal); um 1910 (Scheune) | Gasthof Obergeschoss Fachwerk, zum Teil verbrettert, baugeschichtlich von Bedeutung, Nebengebäude Putzbauten, Anwesen von beeindruckender Originalität und ortsbildprägender Wirkung, als Gasthof ortsgeschichtlich bedeutsam. - Gasthaus: zweigeschossig, Erdgeschoss massiv in Bruchsteinmauerwerk, verputzt, Obergeschoss Fachwerk, auch verputzt, straßenseitiger Giebel verbrettert, Krüppelwalmdach, originale Fenster, am Giebel profilierte Rahmungsbretter, außenseitig Anbau - Saalbau mit Stallteil (Stallteil des Saalbaus wohl vor 2012 abgebrochen): eingeschossig in Bruchstein, große Fenster mit Läden und profilierten Gewänden, Satteldach mit Fledermausgaupen, Handstrichbiberdeckung, Rosettenschmuck in Stuck, schöne Giebelgestaltung - Stall: anderthalbgeschossig, Bruchstein- und Ziegelmauerwerk, Oberteil erneuert, Öffnungen zum Teil verändert, große Kranluke im Satteldach, Fledermausgaupen - Scheune: Ziegelmauerwerk, verputzt, eintorig, Krüppelwalmdach, Dachreiter | 08971497 |
| Weitere Bilder | Kirche (mit Ausstattung) und Kirchhof mit Einfriedungsmauer | Wagnerstraße (Karte)                          | 1766–1774 | Barocke Saalkirche mit schlankem Westturm, baugeschichtlich, ortsgeschichtlich und ortsbildprägend von Bedeutung. Bruchsteinbau, verputzt, schlanker Westturm, Inneres durch neugotische Ausstattung geprägt. | 08971483 |
|                | Scheune und Hofpflasterung eines Bauernhofes | Wagnerstraße 1 (Karte)                        | 19. Jahrhundert | Langgestreckter Putzbau, Zeugnis vergangener Bau- und Lebensweise, wirtschaftsgeschichtlich von Bedeutung. Langgestreckter Bau in Bruchstein- und Ziegelmauerwerk, verputzt, offensichtlich mehrere Bauabschnitte, Mittelteil wohl am ältesten, Satteldach mit Fledermausgaupen, drei Tore, zwei zum Schieben. | 08971484 |
|                | Pfarrhof mit Pfarrhaus, Scheune, Einfriedung und Toreinfahrt | Wagnerstraße 6 (Karte)                        | 1881 (Pfarrhaus); Mitte 19. Jahrhundert (Pfarrscheune) | Pfarrhaus mit gründerzeitlicher Putzfassade, noch von klassizistischer Wirkung, Scheune massiv, bau- und ortsgeschichtlich bedeutsam. - Wohnhaus: zweigeschossig, Putzbau über Bruchsteinsockel, Satteldach, zweiachsiger Mittelrisalit mit Dreieckgiebel, nobler Fassadenschmuck: Rosetten und Voluten-Kapitelle - Scheune: Bruchstein, verputzt, Satteldach mit Fledermausgaupen | 08971485 |
|                | Gedenktafel für Gottlob Friedrich Wagner (Großvater des Komponisten Richard Wagner) | Wagnerstraße 10 (Karte)                       | 1936 | Ortsgeschichtlich von Bedeutung | 08971501 |
|                | Feldscheune | Zum Haakenholz 6, 8 (Karte)                   | 19. Jahrhundert | Wohl zum ehemaligen Rittergut gehörig, ortsbildprägend, wirtschaftsgeschichtliches Zeugnis der Bauweise vergangener Zeit. Langgestreckter Bau, mehrere Bauabschnitte, innerer Teil mit schönen korbbogigen Toren, Satteldach. | 08971496 |

## Thammenhain
| Bild                                    | Bezeichnung                                                                                 | Lage                                                                             | Datierung | Beschreibung | ID       |
| --------------------------------------- | ------------------------------------------------------------------------------------------- | -------------------------------------------------------------------------------- | --- | --- | -------- |
| Direkt Bild zu diesem Denkmal hochladen | Wegestein                                                                                   | (Flurstück 330) (Karte)                                                          | 19. Jahrhundert | Quadratischer Grundriss, Inschriften, Richtungspfeil, verkehrsgeschichtliche Bedeutung | 08972652 |
| Weitere Bilder                          | Wegestein                                                                                   | (Flurstück 330) (Karte)                                                          | 19. Jahrhundert | Sandsteinstele, Inschriften mit Richtungspfeil, verkehrshistorische Bedeutung | 08972650 |
|                                         | Sächsisch-Preußischer Grenzstein: Pilar Nr. 24 sowie 57 Läufersteine                        | (Flurstück 330) (Karte)                                                          | Nach 1828 | Siehe auch Sachgesamtheit 09305644; vermessungs- und landesgeschichtlich von Bedeutung als Zeitdokument der historischen Grenzziehung zwischen Sachsen und Preußen nach dem Wiener Kongress 1815 | 08972653 |
| Direkt Bild zu diesem Denkmal hochladen | Wegestein                                                                                   | (Flurstück 330) (Karte)                                                          | 19. Jahrhundert | Verkehrsgeschichtliche Bedeutung | 08972651 |
| Weitere Bilder                          | Wegestein                                                                                   | (Flurstück 422/a) (Karte)                                                        | 19. Jahrhundert | Quadratischer Grundriss, Inschriften und Richtungspfeile, verkehrsgeschichtliche Bedeutung. Sandsteinstele, Inschriften „Schildau Tamhain.“ und „Kobershain (verwittert Frauwalde.) Ochsensaal“. | 08972658 |
|                                         | Wohnstallhaus und Hofmauer mit Toranlage eines ehemaligen Dreiseithofes                     | Am Hirtenteich 17 (Karte)                                                        | Um 1800 | Obergeschoss Fachwerk verkleidet, Zeugnis der ländlichen Wohn- und Lebensweise vergangener Zeiten, baugeschichtlich von Bedeutung. Zweigeschossig, Satteldach, Erdgeschoss massiv, Obergeschoss hofseitig Fachwerk (verputzt), vorderer Teil des Hauses verbrettert, Fachwerkgiebel, Ladeluke, Erdgeschoss zum Teil veränderte Tür und Fenster, zum Teil Holzfenstergewände. Einfriedungsmauer und drei Torpfeiler, verputzt. | 08972638 |
| Weitere Bilder                          | Schloss und Rittergut Thammenhain (Sachgesamtheit)                                          | Am Wildpark 1, 2, 3, 4, 5, 7, 9 (Martin-Luther-Straße 1, Lindenstraße 1) (Karte) | Um 1480, später überformt (Schloss); 18./19. Jahrhundert (Gutspark); 19. Jahrhundert (Stallgebäude und Stele mit Relief); um 1910 (Brücke) | Sachgesamtheit Schloss und Rittergut Thammenhain mit folgenden Einzeldenkmalen: Schloss und Wohn-Nebengebäude (Am Wildpark 4, 08972642), Gutsbrennerei (Martin-Luther-Straße 1, 09302878), Gutsverwalter-Wohnhaus (Am Wildpark 1, 08972643), weiteres Wirtschaftsgebäude (Am Wildpark 2, 09304440), Orangerie (Lindenstraße 1, 08972644), außerdem Park (Gartendenkmal) mit drei Teichen, Steinrelief auf Stele, nischenförmigem Andachtsstein, Steinbank, Brücke sowie zum Schloss hin führende Linden- und Buchenallee, an deren Zugang Toranlage und Einfriedungsmauer, sowie mit den Sachgesamtheitsteilen: Stallgebäude (Am Wildpark 3, 5, 7, 9), mehrere Nebengebäude (neben Nr. 4) und Toranlage mit Durchfahrt und Pforte [Störelemente: Nebengebäude Nr. 4a und Nr. 4b und Kapellen-Neubau zwischen Schloss und Wohn-Nebengebäude]; Schloss im Kern gotische Wasserburganlage, im Stil der Neorenaissance im späten 19. Jahrhundert umgebaut, von kunsthistorischer und ortsgeschichtlicher Bedeutung. - Stallgebäude (Am Wildpark 3, 5): schließt giebelseitig an das Wohnhaus Am Wildpark 1 an, auf leicht abgeknicktem Grundriss, langgestreckte eingeschossige Ställe, verputzte Bruchsteinbauten aus Porphyrtuff (zum Teil), Sandsteinfenstergewände, Sockel leicht hervorgerückt, zarte Putzgliederung (Gesimsband), zum Teil Gauben, Dachhäuschen mit Holzfenstergewände, Dachhecht, Biberschwanzdeckung, profilierte Traufe, mittleres Stallgebäude aufgestockt und verändert - Park: Skulptur aus Sandstein auf Stele, nischenförmiger Andachtsstein, Steinbank aus Granit, Bruchsteinbrücke (1910) mit Eisengitter und Wangenmauern - Allee: Linden- und Buchenallee zum Schloss hinführend, am Eingang (Thomas-Müntzer-Straße 4) Bruchsteinmauer (verputzt), ein Eingangspfeiler aus Ziegelstein, Eisengitter (in Resten vorhanden) - Toranlage: vom Schlosshof Toreinfahrt mit zwei Torpfeilern (mit eiförmigem Aufsatz), Fußgängerpforte mit volutenförmigem Aufsatz, konkavgeschwungene Mauer | 09303055 |
| Weitere Bilder                          | Freiherr-von-Schönberg-Haus: Gutsverwalterhaus (Einzeldenkmal der Sachgesamtheit 09303055)  | Am Wildpark 1 (Karte)                                                            | Bezeichnet mit 1877 (F.v.S.) auf einer Tafel an der Giebelseite                                                                            | Einzeldenkmal der Sachgesamtheit Schloss und Rittergut Thammenhain; kulturhistorisch bedeutendes Zeugnis der Wirtschaftsverhältnisse eines Gutsbetriebes, ortsgeschichtlich von Bedeutung. Kopfbau der zum Feld hin anschließenden Wirtschaftsgebäude, zweigeschossiger Putzbau mit hohem Sockel, Satteldach an Giebelseite, Eckquaderung, Dachaufbauten, Sandsteinfenstergewände durch Sanierung überformt (Dämmschicht, neue Fenster). | 08972643 |
|                                         | Wirtschaftsgebäude des Rittergutes (Einzeldenkmal der Sachgesamtheit 09303055)              | Am Wildpark 2 (Karte)                                                            | 18. Jahrhundert, später überformt | Einzeldenkmal der Sachgesamtheit Schloss und Rittergut Thammenhain; einfacher Putzbau, wohl Stall- und Kutschergebäude, in den 1920er Jahren neogotisch überformt, ortsgeschichtliche Bedeutung. Um 1800, 1920er Jahre Dachausbau, eingeschossig, Bruchsteinbau, zum Teil verputzt, hohes Krüppelwalmdach, Biberschwanzdeckung, Holzfenstergewände, zum Schloss hin Stufengiebel, profilierte Traufe, Dachhaus mit Satteldach, zweireihige Fledermausgauben an Giebelseite (zum Schloss gerichtet), Eingang mit Wappen und Inschrift „Erneuert A.D. 1923“, ebenfalls an Giebelseite Spitzbogenfenster, zum Teil starke Veränderungen. | 09304440 |
| Weitere Bilder                          | Schloss und Wohn-Nebengebäude (Einzeldenkmal der Sachgesamtheit 09303055)                   | Am Wildpark 4 (Karte)                                                            | Im Kern um 1480 (Schloss); 19. Jahrhundert, im Kern älter (Nebengebäude)                                                                   | Einzeldenkmale der Sachgesamtheit Schloss und Rittergut Thammenhain; Schloss im Kern gotische Wasserburganlage, im Stil der Neorenaissance im späten 19. Jahrhundert umgebaut, Nebengebäude wohl ehemals Lehngericht, von kunsthistorischer und ortsgeschichtlicher Bedeutung. - Schloss (Thomas-Müntzer-Straße 4): zweigeschossiger Putzbau auf H-förmigem Grundriss, hohes Sockelgeschoss, Seitenrisalite zur Nord- und Südseite mit Eckquaderung und Volutengiebel, parkseitig vorgelagerter Turm über quadratischem Grundriss mit Zeltdach, ebenfalls parkseitig zentrale Veranda mit doppelläufiger Freitreppe aus Sandstein, Baluster, Brunnen, aufgemalte Eckquaderung, hofseitiger vorgelagerter Eingang mit Zeltdach, gerahmt durch zwei Pfeiler mit Beschlagwerk, seitlich gekuppelte Fenster, parkseitig breites Rundbogenfenster von Halbsäulen (mit Beschlagwerk) gerahmt, im Giebel gekuppelte Rundbogenfenster, aufwändig profilierte originale Fenster, Innen: Rittersaal, prunkvoller holzgetäfelter Saal mit Galerie (nach Plänen von Franz Schneider), großzügiger Treppenaufgang (bezeichnet mit 1890–1891), originale Ausstattung, drei Leuchter, Kassettendecke, Kamin, originale Türen, Hauptportal gerahmt durch Säulen aus Holz, Galerie mit Balustergeländer, Spiegel, Tür zur Terrasse mit runden Oberlichtfenster, Küche mit gotischem Sterngewölbe, im Obergeschoss und Turm Räume mit barocken Stuckdecken - Wohnhaus (Thomas-Müntzer-Straße neben Nummer 4): östlich an das Schloss anschließend (ehemals Auszugshaus der Herren von Schönberg), zweigeschossiger Putzbau, Mansardkrüppelwalmdach, hofseitige Gaupen, Konsolsteine unter der Traufe | 08972642 |
|                                         | Neubauernhaus                                                                               | Am Wildpark 18 (Karte)                                                           | Um 1948 | Weitgehend original erhaltenes Holzhaus mit bauhistorisch interessanter Verbretterung, auch ortsgeschichtlich von Bedeutung. Eingeschossiges Holzhaus, Satteldach mit Schleppgaube (Biberschwanzdeckung), Wohnteil mit Bruchsteinsockel, sonst verbrettert, Verbretterung unterschiedlich gestaltet: Erdgeschoss waagerecht, darüber senkrecht, im Giebel diagonal verlaufende Bretter (original), Stalltür original erhalten. | 08972645 |
|                                         | Orangerie des Rittergutes (Einzeldenkmal der Sachgesamtheit 09303055)                       | Lindenstraße 1 (Karte)                                                           | 2. Hälfte 19. Jahrhundert | Einzeldenkmal der Sachgesamtheit Schloss und Rittergut Thammenhain; als ehemalige Orangerie wichtiges Element der Schloss- und Parkanlage von Thammenhain, von kulturhistorischer Bedeutung. Symmetrischer Putzbau mit zweigeschossigem Mittelrisalit, seitlich Flügel eingeschossig, flaches Satteldach, im Mittelrisalit vier Blendarkaden, Seitenflügel je drei Blendarkaden (nur noch am rechten Flügel erhalten), Eckpilaster, profilierte Traufe, nach 1945 als Wohnraum umgebaut und stark überformt (besonders die Straßenseite). | 08972644 |
|                                         | Ehemalige Brennerei des Rittergutes (Einzeldenkmal der Sachgesamtheit 09303055)             | Martin-Luther-Straße 1 (Karte)                                                   | Im Kern 18. Jahrhundert (Gutsbrennerei); bezeichnet mit 1849 (Gutsbrennerei)                                                               | Einzeldenkmal der Sachgesamtheit Schloss und Rittergut Thammenhain; einfacher Putzbau mit hohem Satteldach, ortsgeschichtliche Bedeutung. Bezeichnet mit „1849 F.S.“ im Schlussstein, langgestreckter Putzbau mit zweigeschossigem Anbau, hohes Satteldach mit zweireihigen Fledermausgauben, zum Teich hin zwei Eingänge mit geohrten Sandsteingewänden, Bruchsteinmauer aus Porphyrtuff, Ladeluke, Fenster Sandsteingewände, rückseitig Stallfenster, Scheunentor, Dachhecht, Biberschwanzdeckung, Anbau (Kopfbau) mit Putznutung im Obergeschoss (schlechter baulicher Zustand). | 09302878 |
| Weitere Bilder                          | Ehemaliges Forsthaus (Nr. 1) und Wirtschaftsgebäude (Nr. 3) eines Forsthofes                | Schildbergweg 1, 3 (Karte)                                                       | Um 1890 | Gründerzeitlicher Putzbau, aufwändig gestaltetes Förstereigebäude mit vielen originalen Details, ortsgeschichtlich von Bedeutung. - Wohnhaus: - Putzbau auf L-förmigem Grundriss, flaches Satteldach mit weitem Dachüberstand, Bruchsteinsockel, eingeschossig mit Drempelgeschoss, Erdgeschoss genutet, Putzgliederung, profilierte Fensterrahmung, Ecklisenen, Gesimsgliederung, Hauptgesims mit geometrischer und rundbogenförmiger Putzgliederung, an Giebelseite nach oben ansteigend, Fensterbänke auf Konsolen, gerade Fensterüberdachung, Fenster im Drempelgeschoss erneuert, sonst Fensterbänke aus Sandstein, hofseitig originale Tür - Innen: originale Türstöcke, Kastenschlösser, Dielen, Treppenhaus und Zimmeraufteilung original - Wirtschaftsgebäude: eingeschossig, langgestreckter Putzbau, Bruchsteinsockel, zum Teil originale Fenster, Hauptgesims als Zahnfries, darüber Drempel und profilierte Sparren, ähnlich wie Wohnhaus gestaltet, Sandsteinfensterbänke | 08972640 |
| Weitere Bilder                          | Kirche (mit Ausstattung), Kirchhof mit Einfriedungsmauer und Grabstein für Pfarrer Hoffmann | Schulstraße (Karte)                                                              | Anfang 16. Jahrhundert (Kirche); 1737 (Pfarrer Hoffmann)                                                                                   | Kleine barocke Saalkirche mit polygonalem Chor und gedrungenem Dachreiter, im Kern mittelalterlich, auch Oberkirche genannt (Unterkirche am Schloss, ehemalige Schlosskapelle abgebrochen), bau- und ortsgeschichtlich von Bedeutung | 08972636 |
| Weitere Bilder                          | Pfarrhaus, mit Einfriedung und Toranlage des Pfarrhofes                                     | Schulstraße 17 (Karte)                                                           | 1. Hälfte 19. Jahrhundert, spätere Umbauten                                                                                                | Schlichter Putzbau, wichtiger Teil des alten Ortsbildes, ortsgeschichtlich bedeutendes Pfarrhaus neben der Kirche. - Pfarrhaus: - zweigeschossiger Putzbau, Satteldach (Biberschwanzdeckung) südlicher Giebel massiv, sonst Obergeschoss vermutlich Fachwerk, Fensterrahmung zum Teil aus Holz, zum Teil original Winterfenster, originale Eingangstür - innen: Stuckdecke - Einfriedung: verputzte Bruchsteinmauer, Torpfeiler massiv mit Lattentor, ehemals von zwei großen Kastanien gerahmt, alter Gehölzbestand im Pfarrgarten | 08972635 |
| Weitere Bilder                          | Denkmal für die Gefallenen des Ersten Weltkrieges                                           | Schulstraße 19 (vor) (Karte)                                                     | Bezeichnet mit 1939 | Ortshistorisch bedeutend. Senkrecht stehender Granitblock, grob behauen, eingemeißelte Inschrift „1914–18, Unseren gefallenen Helden. Die dankbare Gemeinde.“ und Eisernes Kreuz, Anlage auf Rondell mit großer Eiche, Einfassungssteine. | 08972637 |

## Voigtshain
| Bild           | Bezeichnung                                                                    | Lage                        | Datierung                                                                                | Beschreibung | ID       |
| -------------- | ------------------------------------------------------------------------------ | --------------------------- | ---------------------------------------------------------------------------------------- | --- | -------- |
| Weitere Bilder | Herrenhaus des Rittergutes                                                     | Alte Hauptstraße 12 (Karte) | Bezeichnet mit 1775                                                                      | Ortsgeschichtlich bedeutender Barockbau mit repräsentativem Portal. Zweigeschossiger Putzbau, Krüppelwalmdach, Hofseite: elf Fensterachsen, Mittelrisalit dreiachsig mit von Pilastern gerahmtem Segmentbogenportal aus Sandstein, hofseitig hoher Treppenaufgang und terrassenartig hervorgerückter Sockel vor gesamter Längsseite, Fenstergewände aus Sandstein, an Gartenseite weiteres Portal mit Schlussstein (Kartusche mit Wappen des Bauherren August Gottfried von Heßling), Mitte 19. Jahrhundert, im Kern um 1770, bezeichnet mit 1775 (Schlussstein Gartenseite). | 08972634 |
| Weitere Bilder | Wohnstallhaus, Seitengebäude (mit Oberlaube) und Hofpflaster eines Bauernhofes | Alte Hauptstraße 15 (Karte) | Ende 18. Jahrhundert (Seitengebäude); bezeichnet mit 1829 (Bauernhaus und Wohnstallhaus) | Wohnstallhaus Obergeschoss zum Teil Fachwerk verbrettert, im guten Originalzustand erhaltener Hof mit seltener Oberlaube, baugeschichtlich von Bedeutung. - Wohnstallhaus: zweigeschossiger Putzbau, massiv, Giebel verbrettert, Satteldach, Fenster um 1900 original, Fensterbänke aus Sandstein, zum Teil Winterfenster, originaler Treppenaufgang - Stallscheune: Tordurchfahrt, Oberlaube mit Brettbaluster (in Resten erhalten), Erdgeschoss Bruchstein, Obergeschoss Fachwerk mit Lehmausstakung, Satteldach, Stallteil mit hölzernem Türgewände, hervorkragendes Fachwerk im Obergeschoss, zwei Säulen im Stall (maroder Bauzustand) | 08972632 |
| Weitere Bilder | Gasthaus mit Saalanbau (Gasthof Zur Linde)                                     | Am Schafsberg 1 (Karte)     | Um 1870 (Gasthaus); um 1880 (Saalanbau)                                                  | Schlichter Putzbau mit Krüppelwalmdach, weitgehend original erhaltener Gasthof in zentraler Lage mit ortsgeschichtlicher Bedeutung. - Gasthaus: zweigeschossiger Putzbau, Krüppelwalmdach, original erhaltene Eingangstür (mit Oberlicht) in Mittelachse, Fenster mit Holzrahmung, im Obergeschoss originale Fenster und Sandsteinfensterbänke, Putzgliederung - Saalanbau: auf unregelmäßigem zum Hof hin abgeknicktem Grundriss, eingeschossiger Putzbau, Satteldach, große Rundbogenfenster, breite originale Eingangstür mit Segmentbogenabschluss, Sandsteinfensterbänke, Putzgliederung, hofseitig abgeschlepptes Dach - Seitengebäude (vor 2012 abgebrochen): eingeschossiger Putzbau mit Drempel, Satteldach (Biberschwanzdeckung), Putzgliederung, Stallteil | 08972633 |
| Weitere Bilder | Turmholländer mit technischer Ausstattung (Holländermühle Voigtshain)          | Windmühlenweg 7 (Karte)     | 1888 (Wetterfahne)                                                                       | Letzte der ehemals vier Windmühlen in der Umgebung von Voigtshain, landschaftsprägende Lage am Ortseingang von Voigtshain, orts- und technikgeschichtlich von Bedeutung. - Holländerwindmühle: massiver Bruchsteinbau, verputzt, konisch, vier Fenstergeschosse mit je vier Rundbogenfenstern an jeder Seite, Haube mit Wetterfahne (neu), 2006/07 saniert, Dach erneuert, (unbekanntes Datum) Fenster und Türen erneuert - technische Ausstattung: Rutenkreuz (befestigt an eichener Flügelwelle), Walzenstuhl, mit Elektromotor betrieben | 08972631 |

## Watzschwitz
| Bild           | Bezeichnung          | Lage                                | Datierung | Beschreibung | ID       |
| -------------- | -------------------- | ----------------------------------- | --------- | --- | -------- |
| Weitere Bilder | Spritzenhaus         | Lange Dorfstraße 14 (neben) (Karte) | Um 1870   | Ortsgeschichtliche Bedeutung, hübscher Ziegelbau. Ziegel über Natursteinsockel, Satteldach.                                                                                                | 08970632 |
| Weitere Bilder | Ehemaliges Armenhaus | Lange Dorfstraße 25 (Karte)         | Um 1850   | Eingeschossiger Putzbau, ortshistorisch und sozialgeschichtlich bedeutsam. Eingeschossig, verputzter Lehmbau mit Satteldach, Giebel im oberen Teil Ziegel, zur Straße vielleicht Fachwerk. | 09255674 |

## Zschorna
| Bild           | Bezeichnung | Lage                                  | Datierung                                                                         | Beschreibung | ID       |
| -------------- | --- | ------------------------------------- | --------------------------------------------------------------------------------- | --- | -------- |
| Weitere Bilder | Kirche (mit Ausstattung), Kirchhof mit Leichenhalle und vor dem Kirchhof befindliche Lindenreihe                    | An der Königslinde (Karte)            | Wohl 2. Hälfte 17. Jahrhundert (Kirche); 1841 (Kirchturm); um 1880 (Leichenhalle) | Kirche Saalbau mit polygonalem Chorschluss und Westturm, im Kern ein mittelalterlicher Sakralbau, bau- und ortsgeschichtlich von Bedeutung Emporensaal, im Kern gotisch, Turm mit oktogonalem Obergeschoss von 1841, geprägt von späteren Erneuerungen, barocker Kanzelaltar, vor der Kirchhofmauer entlang der Straße Reihe aus vier Winter-Linden (Tilia cordata). | 09256699 |
|                | Häuslerhaus | An der Königslinde 7 (Karte)          | Um 1830                                                                           | Schlichter Putzbau mit Krüppelwalmdach, Zeugnis dörflicher Bau- und Lebensweise des 19. Jahrhunderts, sozialgeschichtlich von Bedeutung. Zweigeschossiger Putzbau, Erdgeschoss wahrscheinlich Lehm, Obergeschoss vielleicht Fachwerk, Giebel massiv, Krüppelwalmdach, Putz partiell erneuert, originale Fenster, rückseitig jüngerer Anbau. | 09257301 |
| Weitere Bilder | Armenhaus | Bauerngasse 3 (Karte)                 | 1. Hälfte 19. Jahrhundert                                                         | Eingeschossiger Putzbau, Giebel in Fachwerk, orts- und sozialgeschichtlich bedeutsam. Eingeschossig, massiv in Bruchstein und Ziegel, Giebel in Fachwerk, Satteldach. | 09256123 |
|                | Ehemalige Stellmacherei, bestehend aus Wohnhaus, Scheune und Toreinfahrt                                            | Bauerngasse 9 (Karte)                 | Um 1800                                                                           | Wohnhaus Obergeschoss Fachwerk verputzt, Scheune massiv, Zeugnis bäuerlicher Bau- und Lebensweise vergangener Zeit, wichtig für das Straßenbild, bau- und ortsgeschichtlich von Bedeutung. - Wohnhaus: zweigeschossig, Erdgeschoss massiv, Obergeschoss Fachwerk, jüngerer Giebel massiv, Satteldach, außen und rückseitig neuere Anbauten - Scheune: massiv in Bruchstein und Ziegel, Satteldach, Toreinfahrt mit gemauerten Pfosten | 09256280 |
| Weitere Bilder | Dreiseithof mit Wohnstallhaus, Seitengebäude, Scheune, Hofpflasterung und Einfriedung                               | Bauerngasse 12 (Karte)                | Um 1820 (Seitengebäude); bezeichnet mit 1869 (Wohnstallhaus)                      | Wohnstallhaus harmonisch gestalteter Putzbau mit Drillingsfenster im Giebel, Seitengebäude und Scheune massiv, Zeugnis bäuerlicher Bau- und Lebensweise vergangener Zeit, bau- und ortsgeschichtlich von Bedeutung. - Wohnstallhaus: zweigeschossig, massiv in Bruchstein und Ziegel, verputzt, Satteldach mit Drempel, profilierte Sandsteingewände, schöne Giebelgestaltung, Haustür bezeichnet mit „E.Kühne 1869“ - zweiteiliges Stallgebäude mit Stuben: Bruchstein- und Ziegelmauerwerk, verputzt, vorderer schmalerer Teil wohl jünger, Krüppelwalmdächer - Scheune: dreitorig, Satteldach, massiv | 09257964 |
| Weitere Bilder | Ehemaliger Gasthof Zur Königslinde mit zwei Seitengebäuden                                                          | Hohburger Straße 10 (Karte)           | Um 1820 (Gasthof); 19. Jahrhundert (Stall)                                        | Einfache Putzbauten, ortsbildprägend und ortsgeschichtlich bedeutsam. - Gasthof: zweigeschossiger Putzbau, Bruchstein- und Ziegelmauerwerk, Krüppelwalmdach, nachträglich Ladeneinbau und rückseitige Erweiterung - Hofgebäude (Scheune, Wagenbau, Stall): Putzbauten in Bruchstein und Ziegel | 09259999 |
| Weitere Bilder | Rittergut Zschorna bei Wurzen (Sachgesamtheit)                                                                      | Schlossgasse 2, 4, 11, 13, 15 (Karte) | 1906–1908 (Schloss); 18./19. Jahrhundert (Wirtschaftsgebäude)                     | Sachgesamtheit Rittergut Zschorna bei Wurzen mit den Einzeldenkmalen: Schloss (Nr. 2), Kopfbau des ehemaligen Wirtschaftsgebäudes (Nr. 11, 09255654), Gutspark und Baumreihe entlang des nördlich des Gutshofes nach Osten führenden Landweges (Gartendenkmale), sowie mit den Sachgesamtheitsteilen: zwei Wirtschaftsgebäude (Nr. 4 und Nr. 13/15) und verschönerte Landschaf; ortsgeschichtlich und kunsthistorisch bedeutsames Schloss in Formen der deutschen Neorenaissance, Kopfbau des Wirtschaftsgebäudes ein schlichter Spätbarockbau. - Gutspark: kleine landschaftliche Anlage am Schloss mit wertvollem Altgehölzbestand aus u. a. Rosskastanien (Aesculus hippocastanum), Ginkgo (Ginkgo biloba) und Stiel-Eiche (Quercus robur), - Baumreihe und verschönerte Landschaft: nördlich des Gutshofes nach Osten führender Dammweg mit landschaftsbildprägender Baumreihe aus Stiel-Eichen (Quercus robur), nördlich und südlich dieses Landweges unter Einbeziehung der natürlichen Gegebenheiten durch verschiedene Landschaftselemente verschönerte Landschaft, u. a. waldartige Gehölzbestände (z. B. Leistenbusch), offene Wiesenflächen sowie malerisch angeordnete Baumgruppen und Einzelbäume, um 1900 war das Gebiet offenbar von einem ganzen Netz aus Spazierwegen durchzogen (vgl. Messtischblätter, Blatt 13, 1893, 1912, 1916), südwestlich des Herrenhauses Teich mit umgebender Baumreihe aus Stiel-Eichen (Quercus robur) als letztes Zeugnis des ehemaligen Schlossgrabens, welcher das alte Herrenhaus bis zu seinem Abriss und dem Bau des derzeitigen Herrenhauses 1906–1908 umgab | 09259608 |
| Weitere Bilder | Schloss (Nr. 2) und Kopfbau des ehemaligen Wirtschaftsgebäudes (Nr. 11), Einzeldenkmale der Sachgesamtheit 09259608 | Schlossgasse 2, 11 (Karte)            | 1906–1908 (Schloss); Ende 18. Jahrhundert (Gutsverwalterhaus)                     | Einzeldenkmale der Sachgesamtheit Rittergut Zschorna bei Wurzen; ortsgeschichtlich und kunsthistorisch bedeutsames Schloss in Formen der deutschen Neorenaissance, Kopfbau des Wirtschaftsgebäudes ein schlichter Spätbarockbau. - Schloss: zweigeschossiger Putzbau in Formen der deutschen Renaissance, hohes Satteldach, Schweifgiebel, Erker, Eingangsloggia mit Balkon über geschwungener Treppe, Gliederungselemente in Porphyrtuff, im Inneren reiche Originalausstattung - Westliches Wirtschaftsgebäude: zweigeschossig - spätbarocker Kopfbau: Bruchsteinmauerwerk, Sandsteinfenstergewände, Putz erneuert, Mansarddach - jüngerer Anbau mit Ställen und Werkstatt: preußische Kappen, über den Ställen Knechtstuben, Krüppelwalmdach | 09255654 |

## Ehemalige Denkmäler

### Ehemaliges Denkmal (Kühnitzsch)
| Bild | Bezeichnung | Lage                               | Datierung            | Beschreibung | ID       |
| ---- | ----------- | ---------------------------------- | -------------------- | --- | -------- |
|      | Häuslerhaus | Kühnitzscher Dorfstraße 37 (Karte) | Ende 18. Jahrhundert | Eines der ältesten Häuser des Ortes in Fachwerkbauweise, von baugeschichtlicher und sozialhistorischer Bedeutung. Zweigeschossig, Erdgeschoss an Hofseite massiv, Außenseite Lehmmauer, Obergeschoss Fachwerk, Giebel massiv erneuert, Satteldach, Biberschwanzdeckung, Stallteil mit Holztür, alte Fenster. Zwischen 2017 und 2024 aus der Denkmalliste gestrichen. | 08972701 |

### Ehemaliges Denkmal (Meltewitz)
| Bild           | Bezeichnung | Lage                     | Datierung                 | Beschreibung | ID       |
| -------------- | --- | ------------------------ | ------------------------- | --- | -------- |
| Weitere Bilder | Auszugshaus (Nr. 9a, mit Oberlaube), zweites Seitengebäude (hinter Nr. 9a, mit Kumthalle), Scheune, Hofpflaster, Einfriedung und Toranlage (Torbogen und Pforte) eines Dreiseithofes | Dorfstraße 9, 9a (Karte) | 1. Hälfte 19. Jahrhundert | Auszugshaus zum Teil mit Fachwerk-Obergeschoss, Zeugnis bäuerlicher Lebensweise vergangener Zeiten, bemerkenswerte dreibgogige Kumthalle, große massive Scheune, baugeschichtlich von Bedeutung. - Auszugshaus: zweigeschossig, Erdgeschoss massiv (Bruchstein), Obergeschoss teilweise Fachwerk, Giebel massiv, vermutlich Laubengang, zum Teil ältere Fenster (moderne Umbauten), einseitig Krüppelwalmdach - Pferdestall: dreibogige Kumthalle, Massivbau (verputzter Bruchstein), zwei Sandsteinsäulen, Satteldach - Scheune: verputzter Bruchsteinbau, Satteldach, älteres Tor, Torbögen in gelbem Ziegelstein Zwischen 2017 und 2024 aus der Denkmalliste gestrichen. | 08972679 |

## Tabellenlegende
- Bild: Bild des Kulturdenkmals, ggf. zusätzlich mit einem Link zu weiteren Fotos des Kulturdenkmals im Medienarchiv Wikimedia Commons. Wenn man auf das Kamerasymbol klickt, können Fotos zu Kulturdenkmalen aus dieser Liste hochgeladen werden:
- Bezeichnung: Denkmalgeschützte Objekte und ggf. Bauwerksname des Kulturdenkmals
- Lage: Straßenname und Hausnummer oder Flurstücknummer des Kulturdenkmals. Die Grundsortierung der Liste erfolgt nach dieser Adresse. Der Link (Karte) führt zu verschiedenen Kartendiensten mit der Position des Kulturdenkmals. Fehlt dieser Link, wurden die Koordinaten noch nicht eingetragen. Sind diese bekannt, können sie über ein Tool mit einer Kartenansicht einfach nachgetragen werden. In dieser Kartenansicht sind Kulturdenkmale ohne Koordinaten mit einem roten bzw. orangen Marker dargestellt und können durch Verschieben auf die richtige Position in der Karte mit Koordinaten versehen werden. Kulturdenkmale ohne Bild sind an einem blauen bzw. roten Marker erkennbar.
- Datierung: Baubeginn, Fertigstellung, Datum der Erstnennung oder grobe zeitliche Einordnung entsprechend des Eintrags in der sächsischen Denkmaldatenbank
- Beschreibung: Kurzcharakteristik des Kulturdenkmals entsprechend des Eintrags in der sächsischen Denkmaldatenbank, ggf. ergänzt durch die dort nur selten veröffentlichten Erfassungstexte oder zusätzliche Informationen
- ID: Vom Landesamt für Denkmalpflege Sachsen vergebene, das Kulturdenkmal eindeutig identifizierende Objekt-Nummer. Der Link führt zum PDF-Denkmaldokument des Landesamtes für Denkmalpflege Sachsen. Bei ehemaligen Kulturdenkmalen können die Objektnummern unbekannt sein und deshalb fehlen bzw. die Links von aus der Datenbank entfernten Objektnummern ins Leere führen. Ein ggf. vorhandenes Icon  führt zu den Angaben des Kulturdenkmals bei Wikidata.

## Ausführlicher Denkmaltext
1. ↑  Rittergut Falkenhain:

Das Rittergut Falkenhain war seit dem 13. Jahrhundert wechselnd im Besitz verschiedener Adelsfamilien und der Bischöfe zu Meißen. 1604 erwarb es August von Lüttichau (1585–1631), dessen Enkel Rudolph Heinrich von Lüttichau (1651–1725) ließ um 1708 die Falkenhainer Kirche durch einen Neubau ersetzen. Um 1796 ging das Gut nach Poenicke (1860) an Adolphine Caroline Wilhelmine von Carlowitz über (richtig: Christiane Adolphine von Carlowitz?, 1760–1806). 1805 kaufte Susanna Regina von Schönberg auf Thammenhain das Gut Falkenhain von Frau von Carlowitz sowie Vertretern der Familie von Lüttichau. Vom Sohn der neuen Besitzerin gelangte das Gut wenig später an den sächsischen Major Hans Adolph Job von Carlowitz (richtig: Hans Adolph Heinrich von Carlowitz?, 1787–1865, Sohn der Christiane Adolphine von Carlowitz) und blieb bis 1945 im Besitz dieser Familie.
  - Gebäude:
    - großzügiger Gutshof mit erhaltenen Wirtschafts-/Nebengebäuden im Osten und Westen
    - Herrenhaus an Stelle einer mittelalterlichen Wasserburg, umlaufender Graben trocken, aber noch erkennbar (vor allem an der Nord- und Ostseite), Brücke zum Eingang des Herrenhauses, Inschrift am Portal („Renov. 1871“) mit Bezug auf einen Umbau durch den Oberlandbaumeister Oswald Haenel (1870/71)

  - an der Südseite des Herrenhauses zwei Sandsteinobelisken mit zugehörigen Sockeln abgestellt (abgenommene Exemplare der an der Gebäudeecken angebrachten Bekrönungen), an der Brücke zum Hauptportal eine große Terracotta-(?)Amphore (Zuordnung unklar)
  - Einfriedung: Naturstein-Mauer östlich des Herrenhauses, weiterer Abschnitt am nordwestlichen Ende des Gartens erhalten
  - Freiraumgestaltungen/Gewässer:
    - südwestlich des Gutes der Küchenteich, am Südufer (Wirtschafts-?) Weg zwischen Teich und Gewässerlauf der Lossa, an den Teichufern Baumbestand, darunter einzelne stattliche Stiel-Eichen (Quercus robur) besonders auffallend
    - nordöstlich des Teiches der dem Herrenhaus angeschlossene Gutsgarten, Gurlitt (1897) meinte wahrscheinlich dieses Areal mit seinem Hinweis auf „Reste einer französischen Anlage“, heute Rasenfläche mit lockerem Laubbaumbestand
    - Vorplatz des Herrenhauses und Brücke mit Naturstein-Kleinpflaster befestigt (Einfassungen der Vegetationsflächen mit Betonkantensteinen – Einteilung und Befestigung dieses Areals nach 1945 erneuert oder verändert?), an der Nordseite des Grabens um das Herrenhaus reihenförmige Anordnung von Linden (junge Ersatzpflanzungen nach historischem Vorbild?)
    - östlich des Gutes ein im Laufe des 19. Jahrhunderts entstandener weiterer Teich, am Weg südlich dieses Teichs einzelne alte Eschen (Fraxinus excelsior) – Gelände der Lossawiesen, keine parkartige Ausgestaltung nach gegenwärtigem Kenntnisstand nachweisbar, auf der Wiesenfläche südlich des Teichs vermutlich in jüngerer Zeit aufgeschütteter Hügel
    - östlich des Gutes (zwischen dortigem Teich und Erweiterung des Kirchhofes) vermutlich Fläche des einstigen Wirtschaftsgartens des Rittergutes, jetzt beräumt, an der Ostseite Abschnitt der halbhohen Einfriedung aus Natursteinmauerwerk mit Öffnung einer Pforte erhalten
    - an der Brücke über die Lossa südlich des Gutes (ehemals Zuwegung zur Schäferei) ein markantes Baumpaar (Blut-Buchen, Fagus sylvatica f. purpurea)

  - Deutung/Bewertung: Das Herrenhaus Falkenhain ist von besonderer architekturgeschichtlicher Bedeutung, zeigt es doch Elemente eines älteren Herrschaftssitzes, welche dessen Verteidigungsfähigkeit sicherstellen sollten (Anbauten an den Seiten, umlaufender Graben). Zu den prägnanten Bestandteilen der Sachgesamtheit des Rittergutes mit Herrenhaus und Nebengebäuden kann auch der Küchenteich gezählt werden, da er (mindestens) seit dem 18. Jahrhundert das Erscheinungsbild des Ensembles wesentlich mitbestimmte. In Bezug auf ortsgeschichtliche bzw. regionalgeschichtliche Wertungen ist die Besitzerfolge von Mitgliedern der Familie von Carlowitz von Interesse, mit welcher etliche weitere Güter in der Umgebung verbunden waren. Sofern der Garten westlich des Herrenhauses tatsächlich (wie aus der Anmerkung von Gurlitt anzunehmen) eine intensivere Gestaltung in früherer Zeit erfahren haben sollte (vielleicht schon während der Periode als Besitz der Familie von Lüttichau?), könnte dies im lokalen Umfeld als eine bemerkenswert frühe Schmuckanlage gewertet werden. Für die gartenhistorische Beurteilung dieser Entwicklung und des heutigen Bestandes sind aber eingehendere Untersuchungen erforderlich.